# Архитектура Австрии

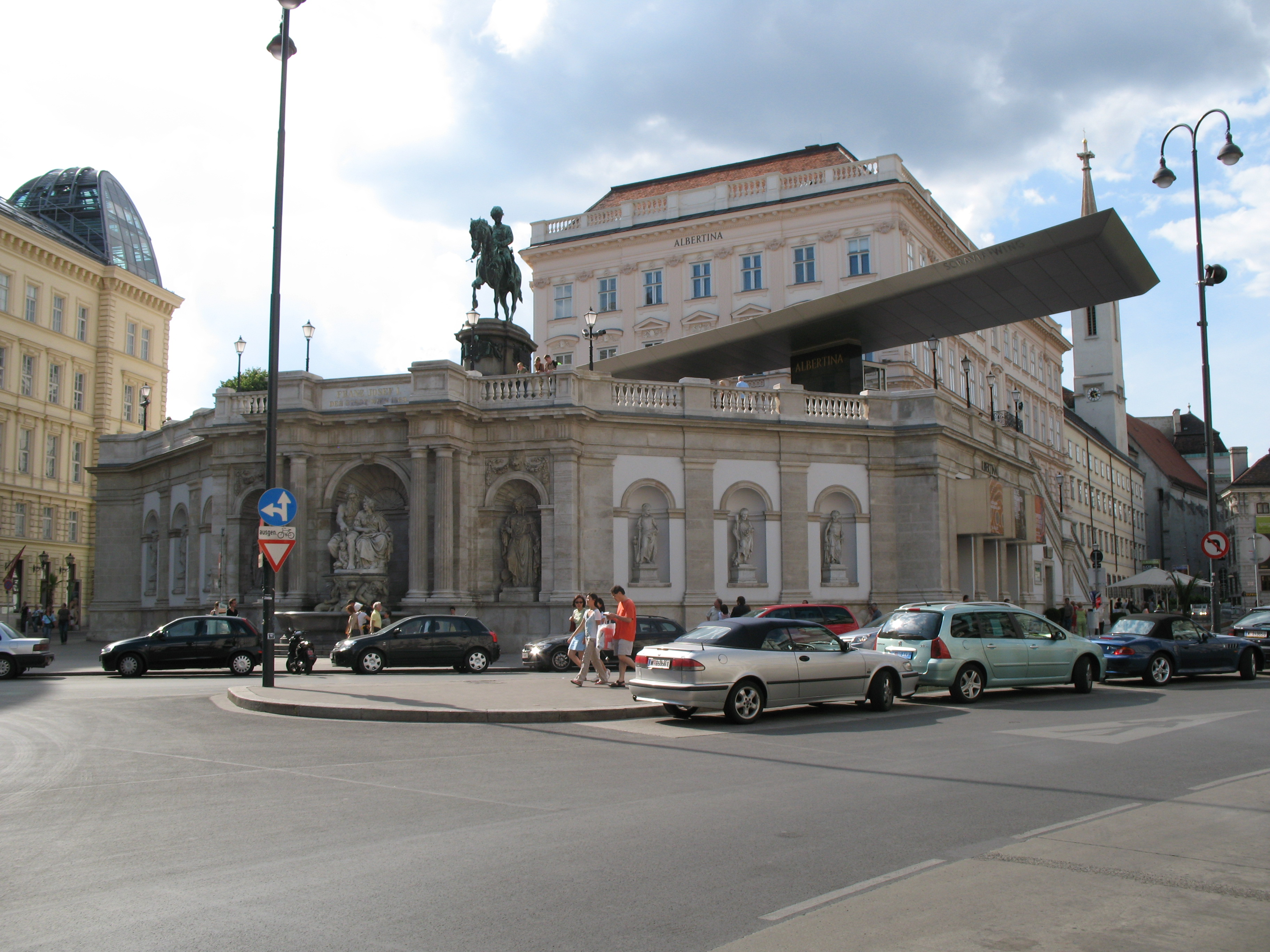
Дворец эрцгерцога Альбрехта на площади Альбертинаплац

Архитектура Австрии

## Периодизация

### Эпоха Древнего Рима

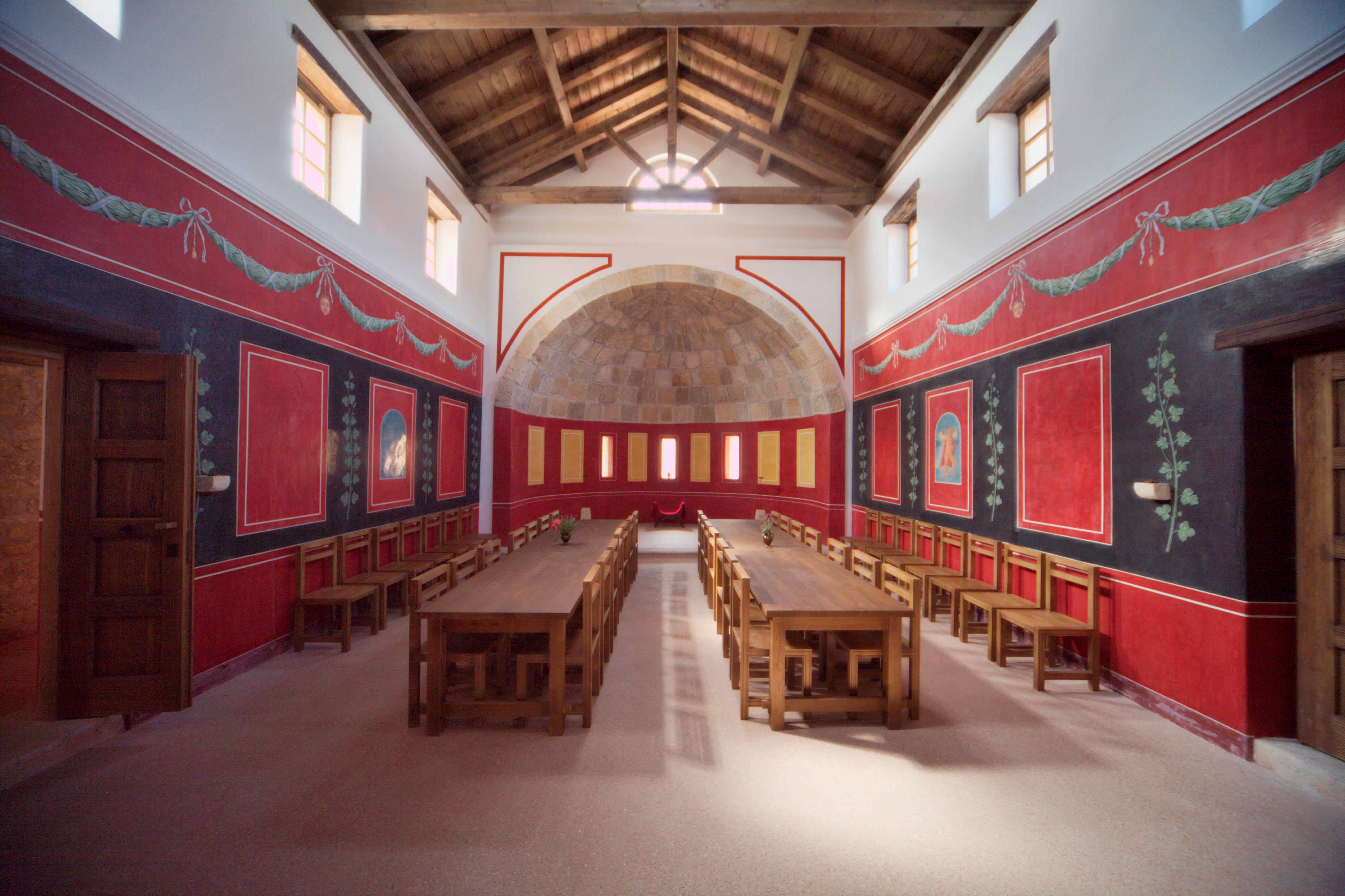
Реконструкция интерьера древнеримской виллы, Клагенфурт

Отсчёт европейских образцов архитектуры Австрии следует вести от архитектурных сооружений Древнего Рима. Известно, что римляне ещё при жизни императора Октавиана Августа захватили большую часть земель современной Австрии и построили здесь несколько крепостей для римских гарнизонов. Среди них:
- Виндобона (ныне Вена)
- Ленция (ныне Зальцбург)
- Вирунум (ныне Клагенфурт)
- Карнунтум (ныне Петронелль-Карнунтум).

Первоначальная застройка была типичной, четырёхугольной с форумом в центре. Строительными материалами служили местный камень и кирпич. Кроме обычной застройки возводили также языческие храмы, цирки, бани (термы), театры, а крепости имели ворота. У Вены сохранились руины римского акведука.
В конце V в. н. э. римские гарнизоны покинули эти земли, перешедшие к варварским племенам германцев и славян.

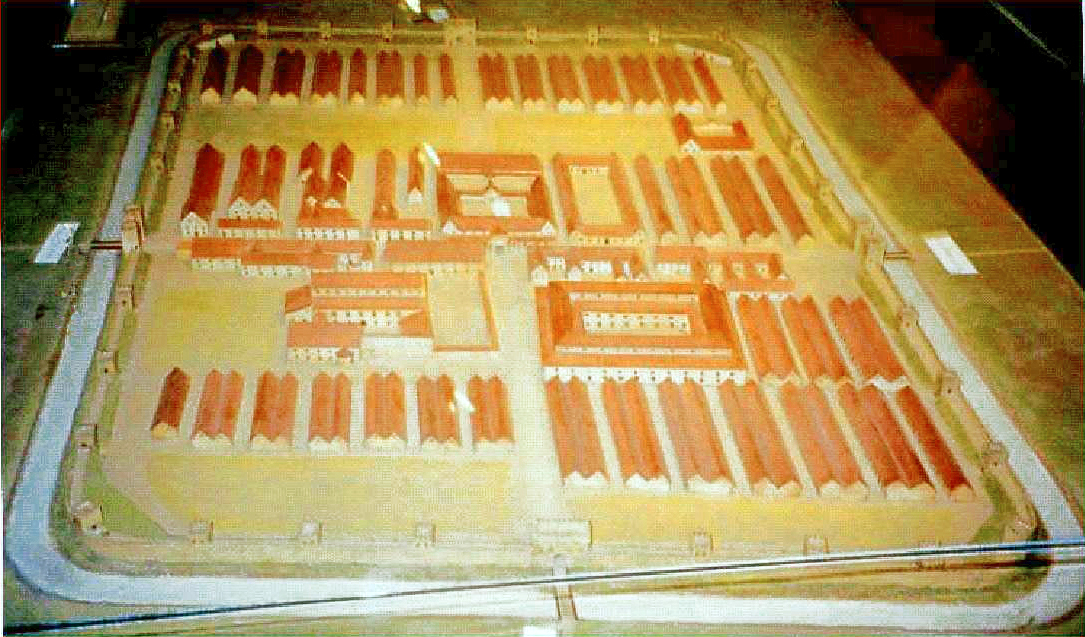
Макет застройки римского военного лагеря
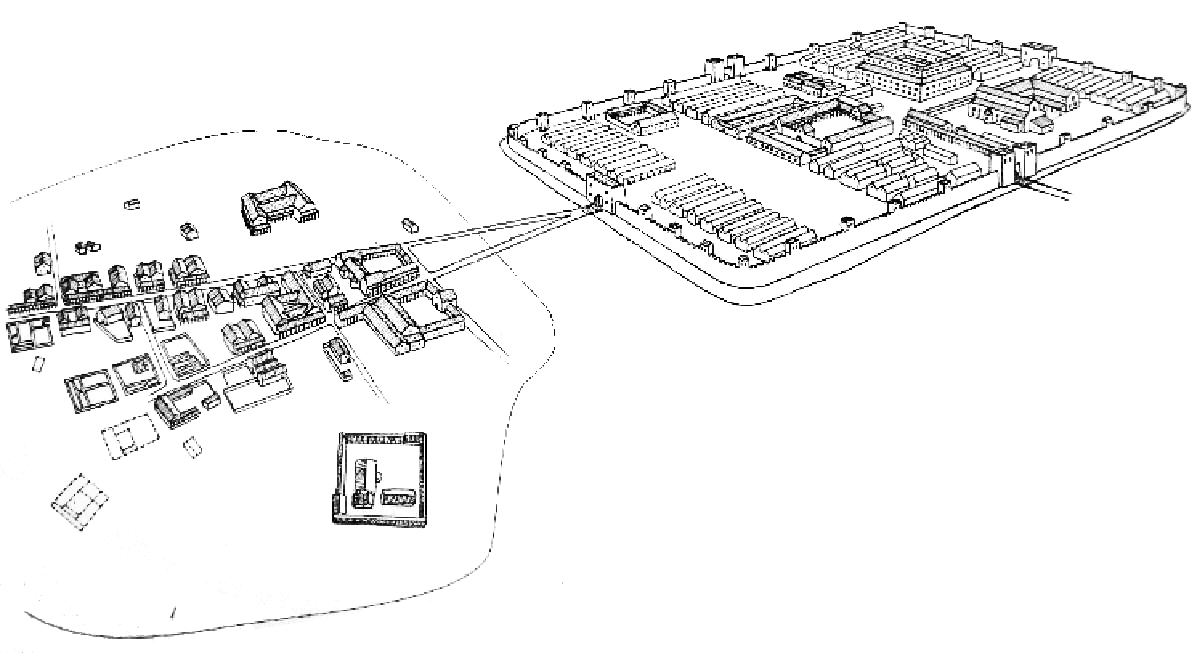
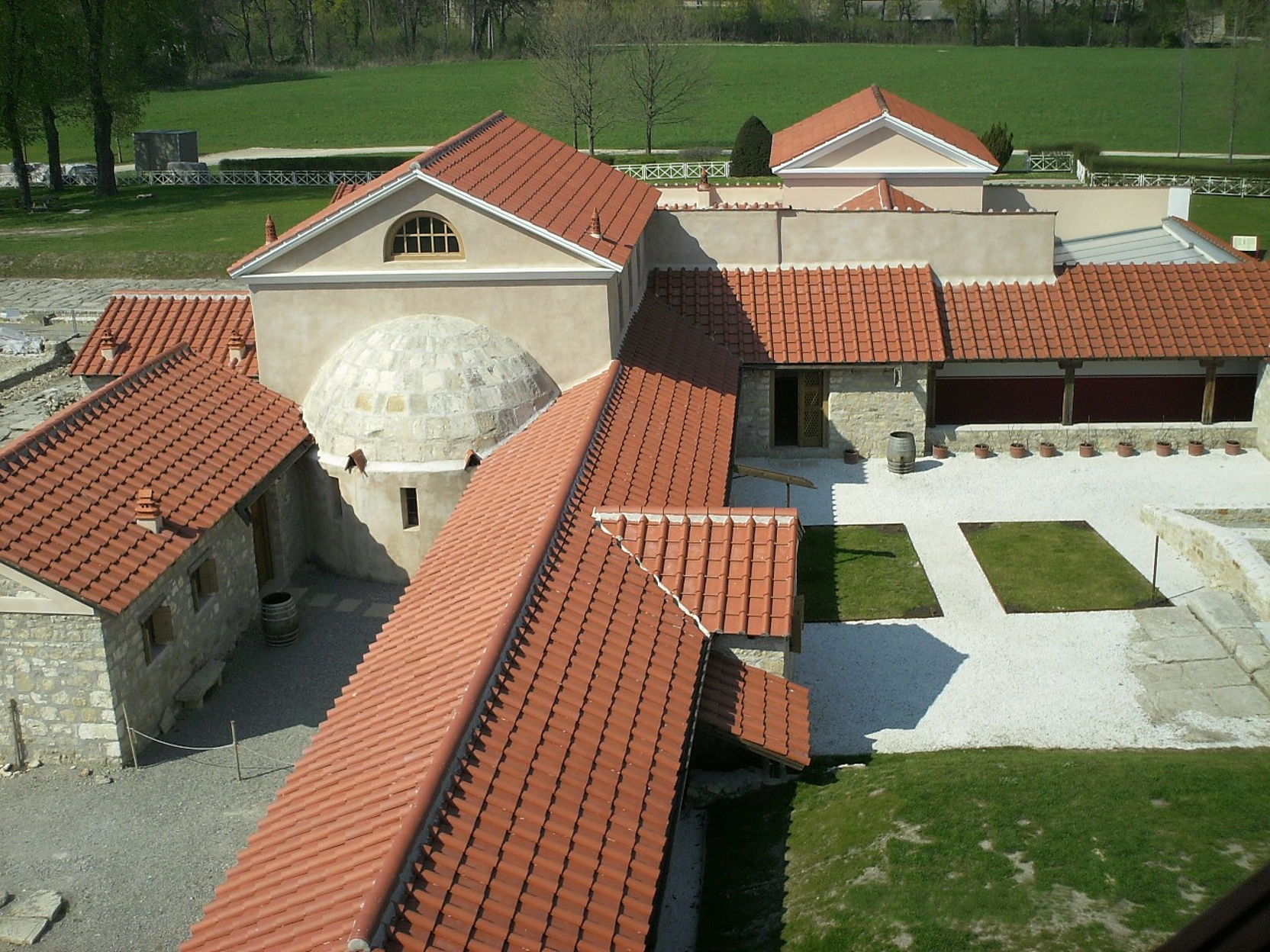
Карнунтум, реконструкция древнеримской виллы.
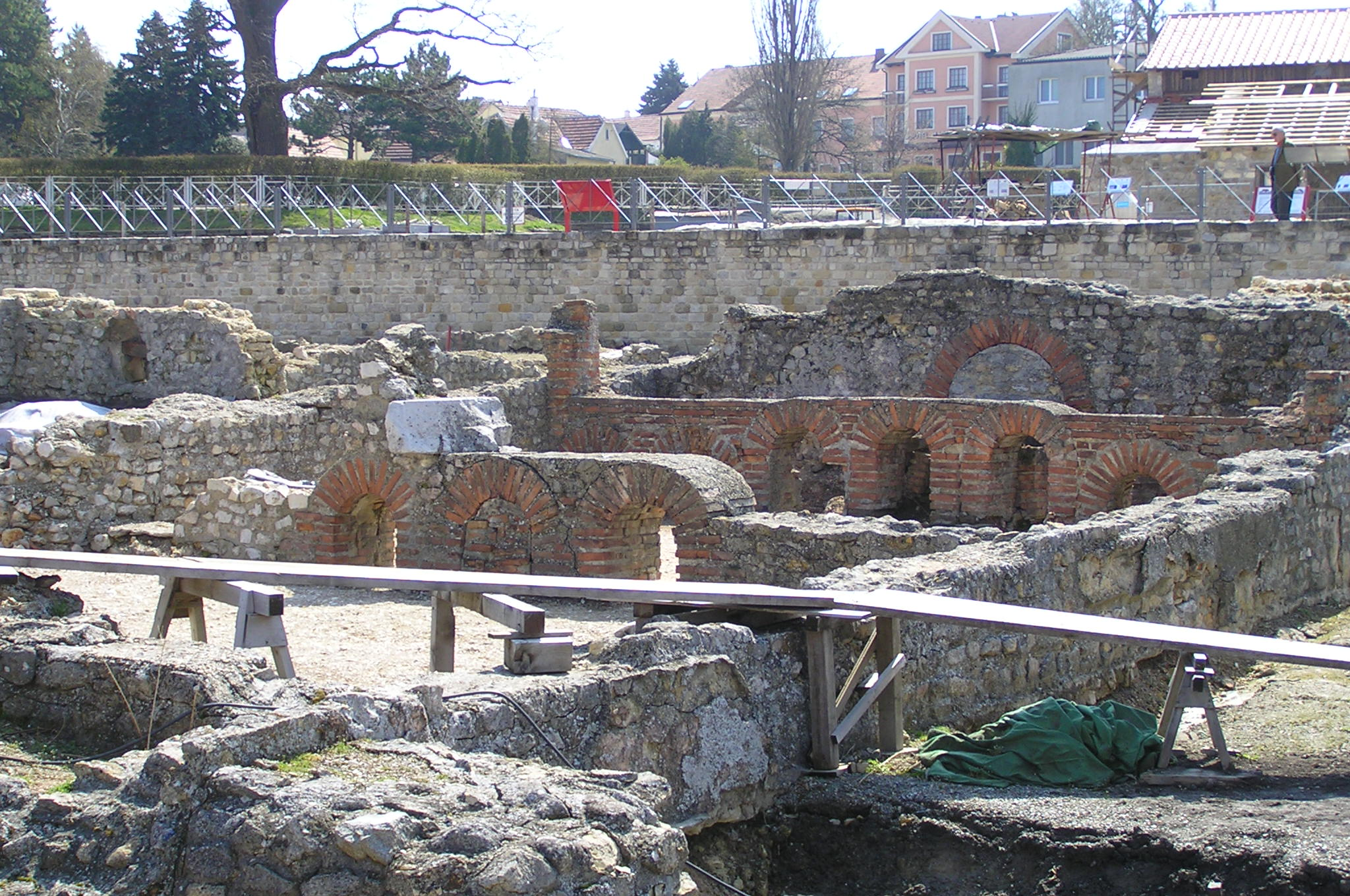
Руины римских бань, Петронелли

### Раннее средневековье
Около 803 г. н. э. Карл Великий разбил воинов авар и создал на этой территории Восточную марку (герцогство). Началась ощутимая волна христианизации её жителей и строительство примитивных христианских церквей, упрощённых по планам и архитектурными формами.
Здания раннего средневековья создавали преимущественно из дерева, поэтому они не сохранились. Каменными были христианские церкви. Земли Австрии колонизировали германские племена, преимущественно бавары, поэтому культура развивалась в подавляющей стилистике юго-немецкого искусства. Но значительные торговые связи с Ломбардией вызывали всё возрастающее влияние искусства северной Италии. Свой небольшой вклад внесла и славянская составляющая. Развитие получил первый значительный европейский стиль — романский. Среди значительных сооружений эпохи романского стиля:
- части собора Св. Стефана (западный фасад), Вена
- собор в городе Гурк
- монастырская церковь, Зеккау
- двухъярусные надгробные часовни (так называемые карнеры, Штирия, Каринтия, Нижняя Австрия).

Австрийские христиане-воины участвовали в крестовых походах. Накопленные от военных грабежей или торговли деньги шли на строительство крепостей, храмов, монастырей, замков.

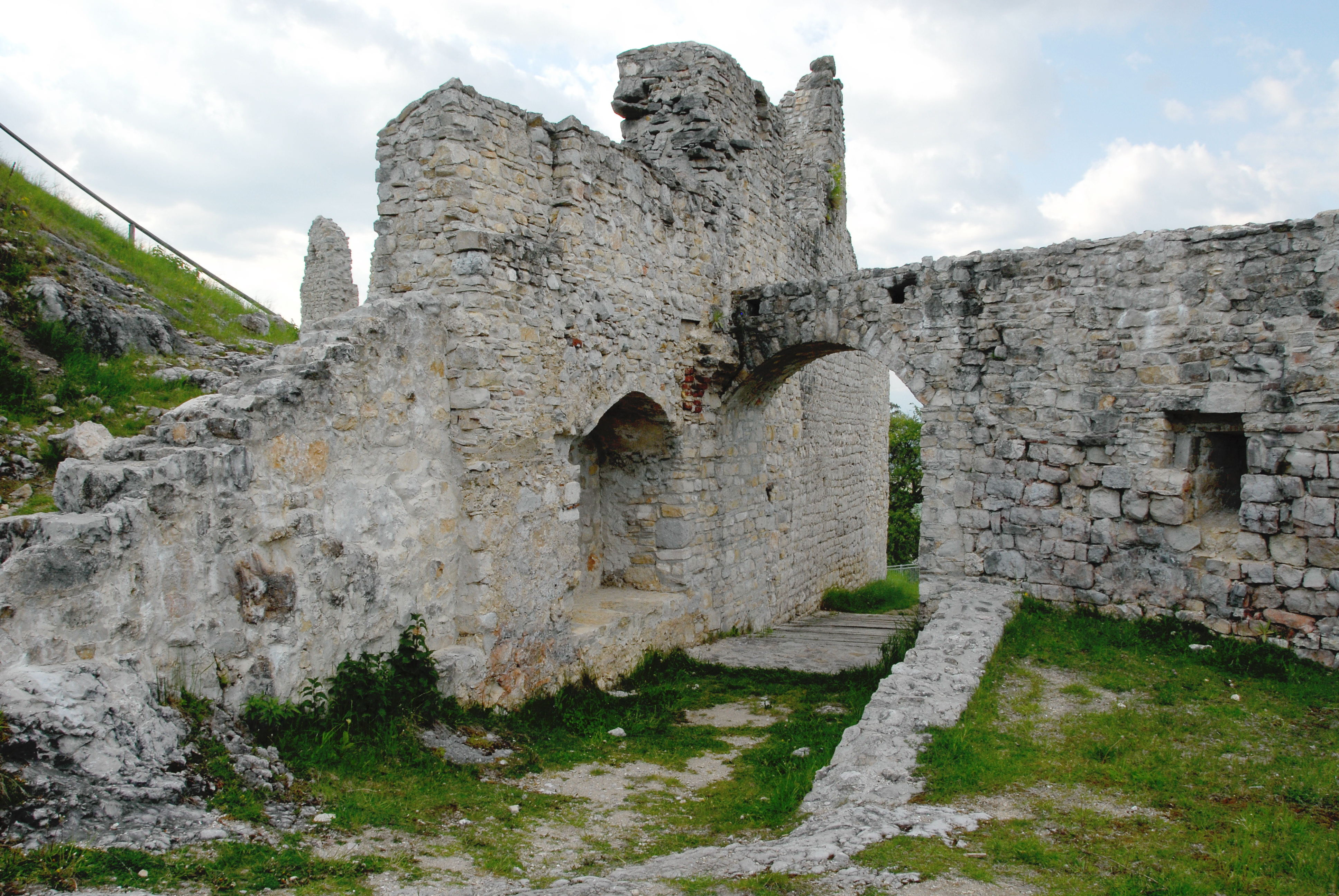
Романский замок Рабенштейн, XI в., руины
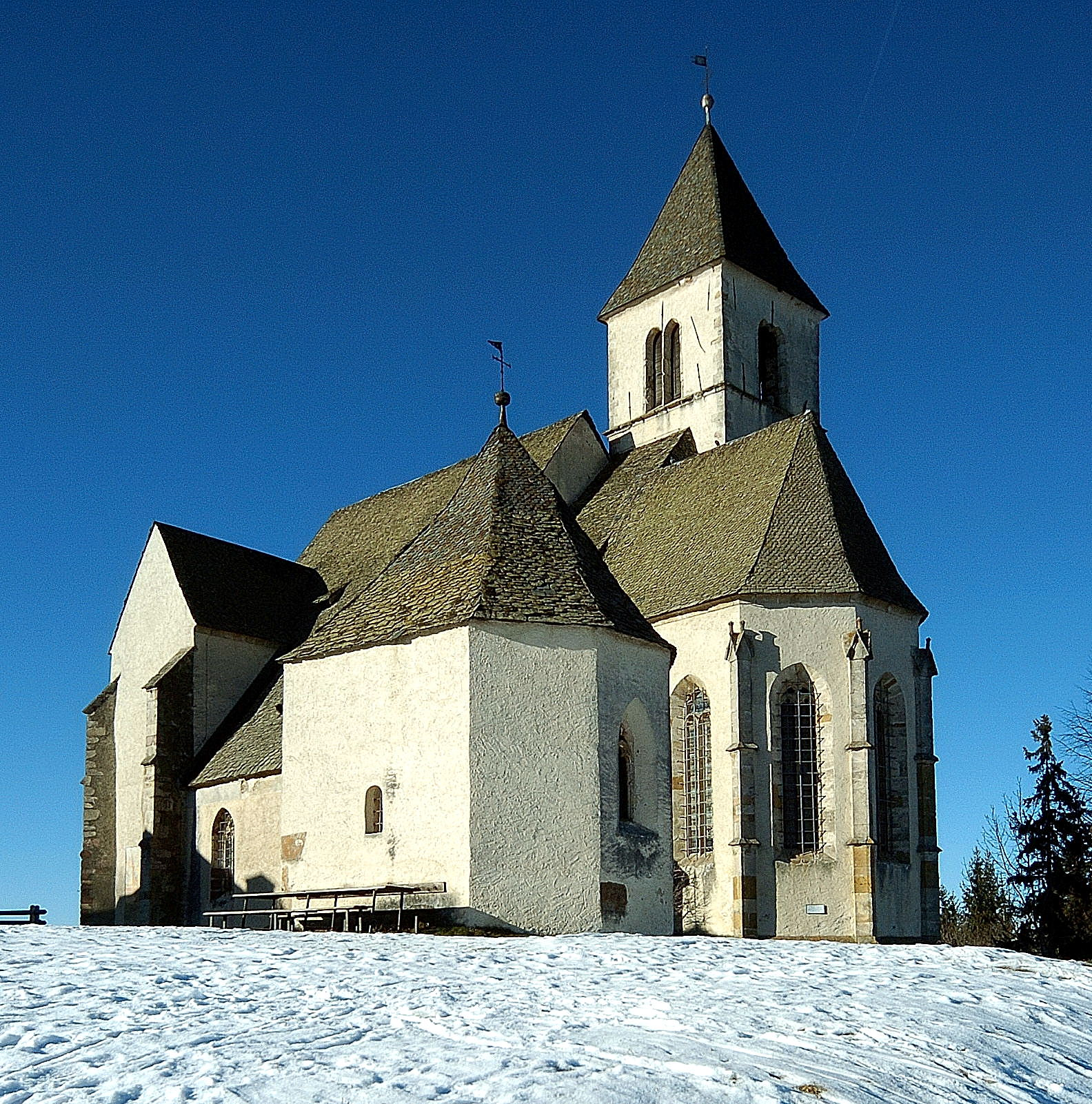
Церковь на вершине Магдаленсберга, Каринтия
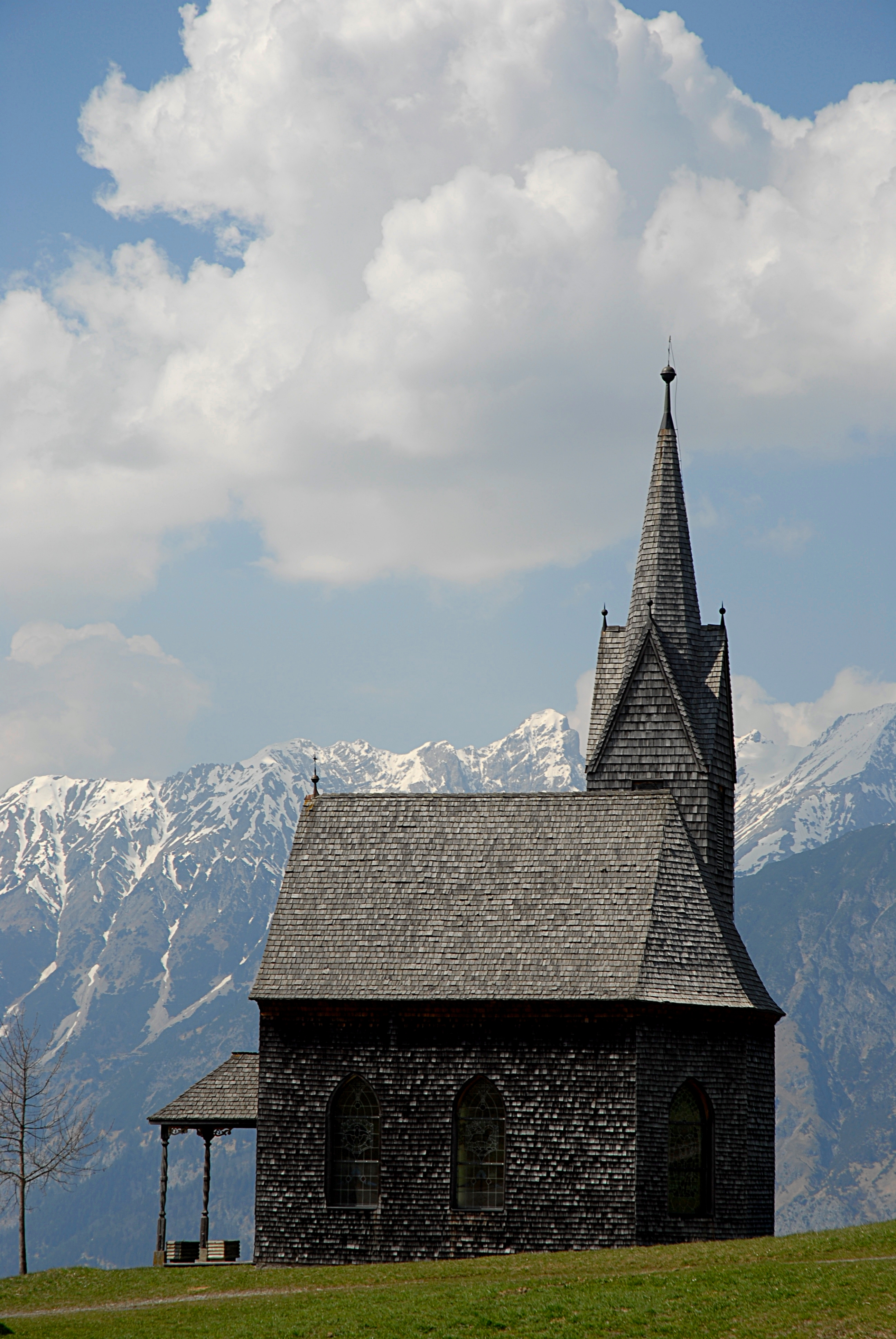
Часовня Виндегг, Тироль
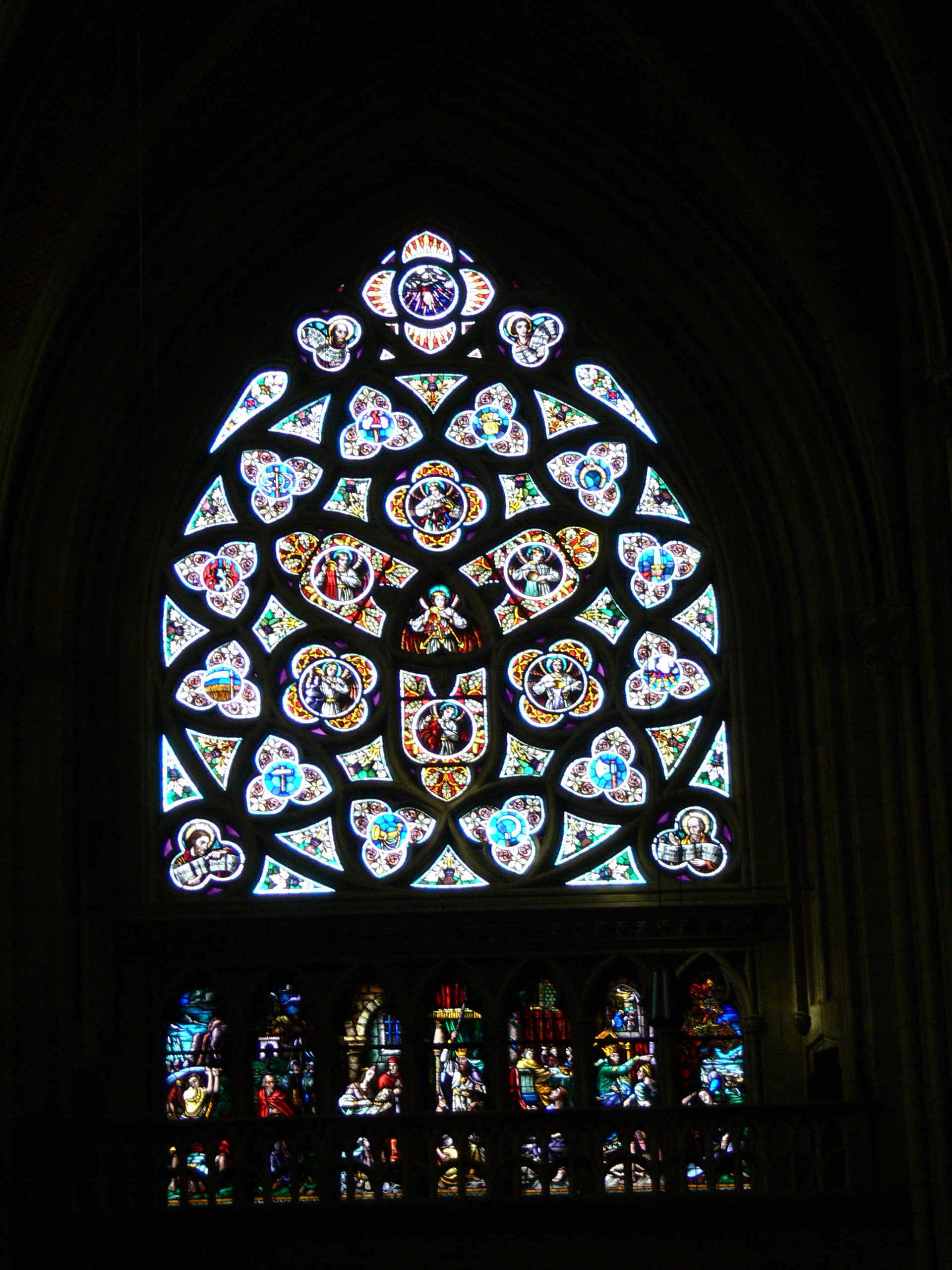
Катедраль, Линц, витраж

### Австрийская готика

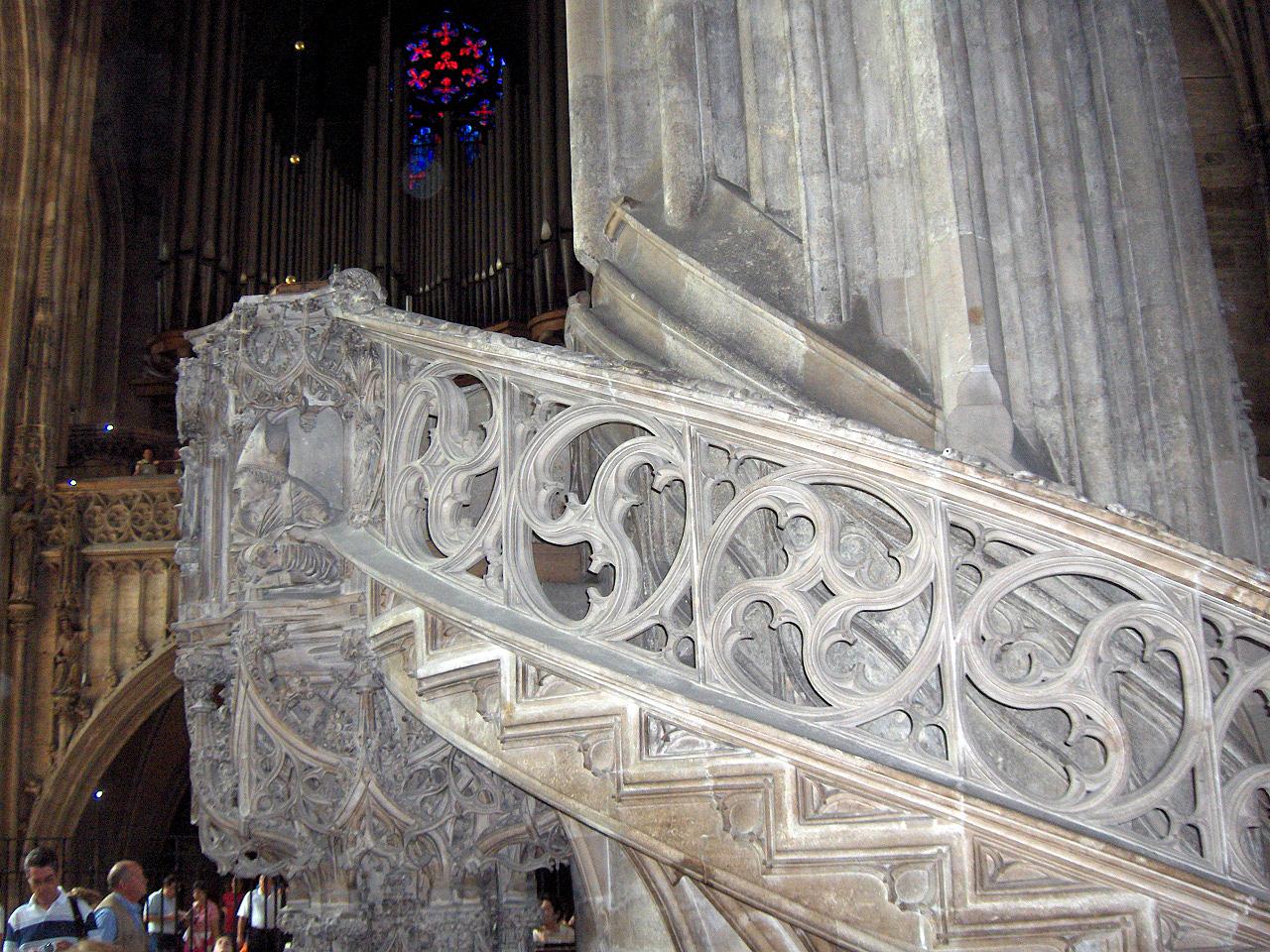
Готические лестницы в соборе Св. Стефана

Переход к готике произошёл лишь примерно в XIII веке. Готическая архитектура и готическая стилистика имели заметное развитие в течение 200—250 лет и стала ведущими в местной культуре. Их поддерживали властители — Бабенберги, а с 1282 года — Габсбурги. К владениям понемногу присоединяют и добавляют новые территории. Австрия становится известной частью так называемой Священной Римской империи германской нации. Среди наиболее значительных образцов австрийской готики:
- церковь Санкт Мария ам Гештаде, Вена
- готическая южная башня собора Св. Стефана
- хоры церквей или готические часовни (Грац, Клостернейбург, Цветль, Швац и др.). Чем дальше от Вены, тем более простые формы готики используют.

Ограниченно используют стенописи (Св. Григорий, монастырь Нонберг, Зальцбург, бл. 1150 г.), скульптуры, живопись («Побег Св. Семейства в Египет», до 1475 г.) Наиболее значительными образцами готического стиля являются деревянные резные алтари (алтарь Св. Вольфганга, ц-ва Санкт Вольфганг ам Аберзе, 1471—1481 гг.), где активно использовали элементы готической архитектуры.
В XX в. правительство инициировало создание Музея австрийской готики во дворце Бельведер.

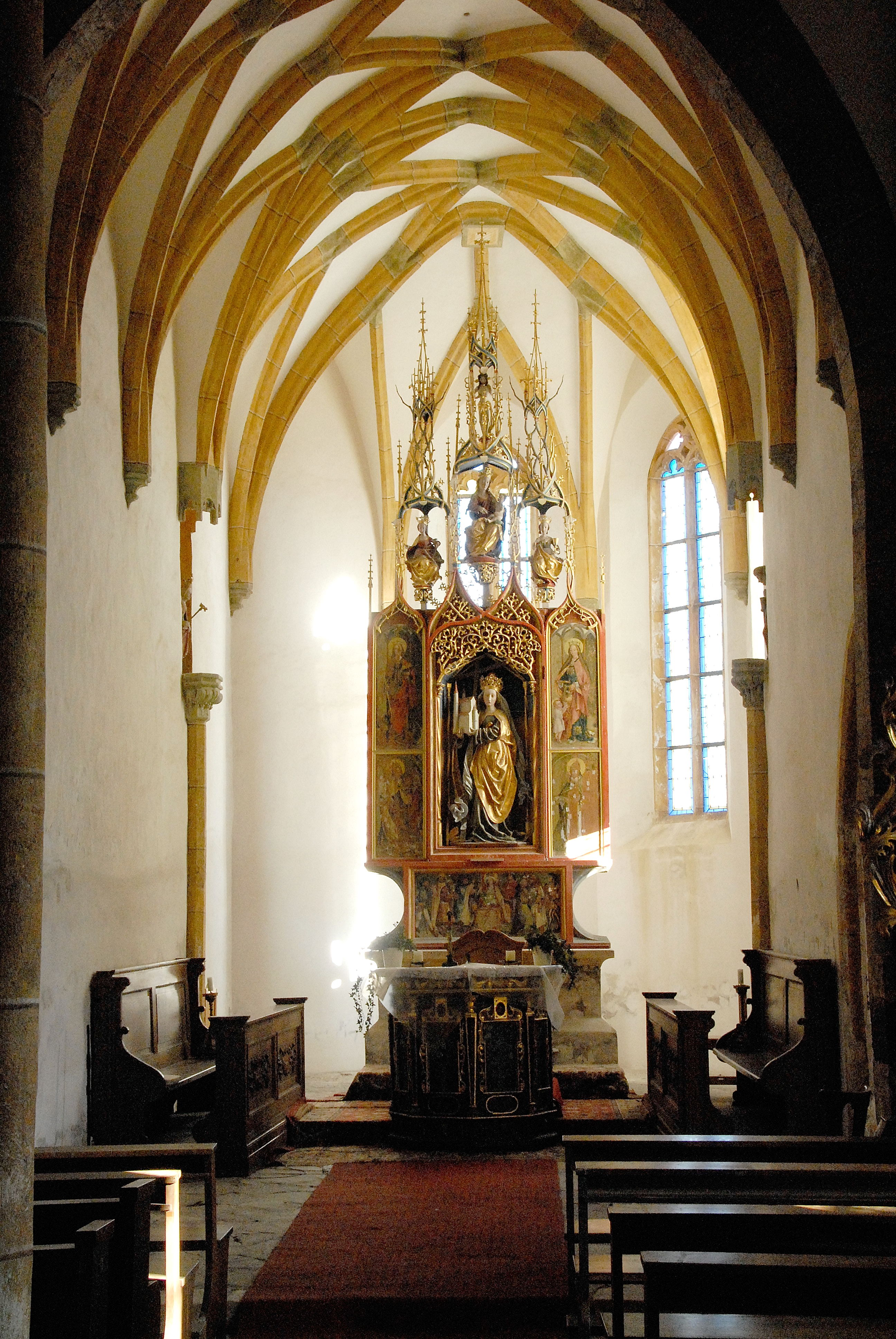
Кирха, алтарь, Магдаленсберг
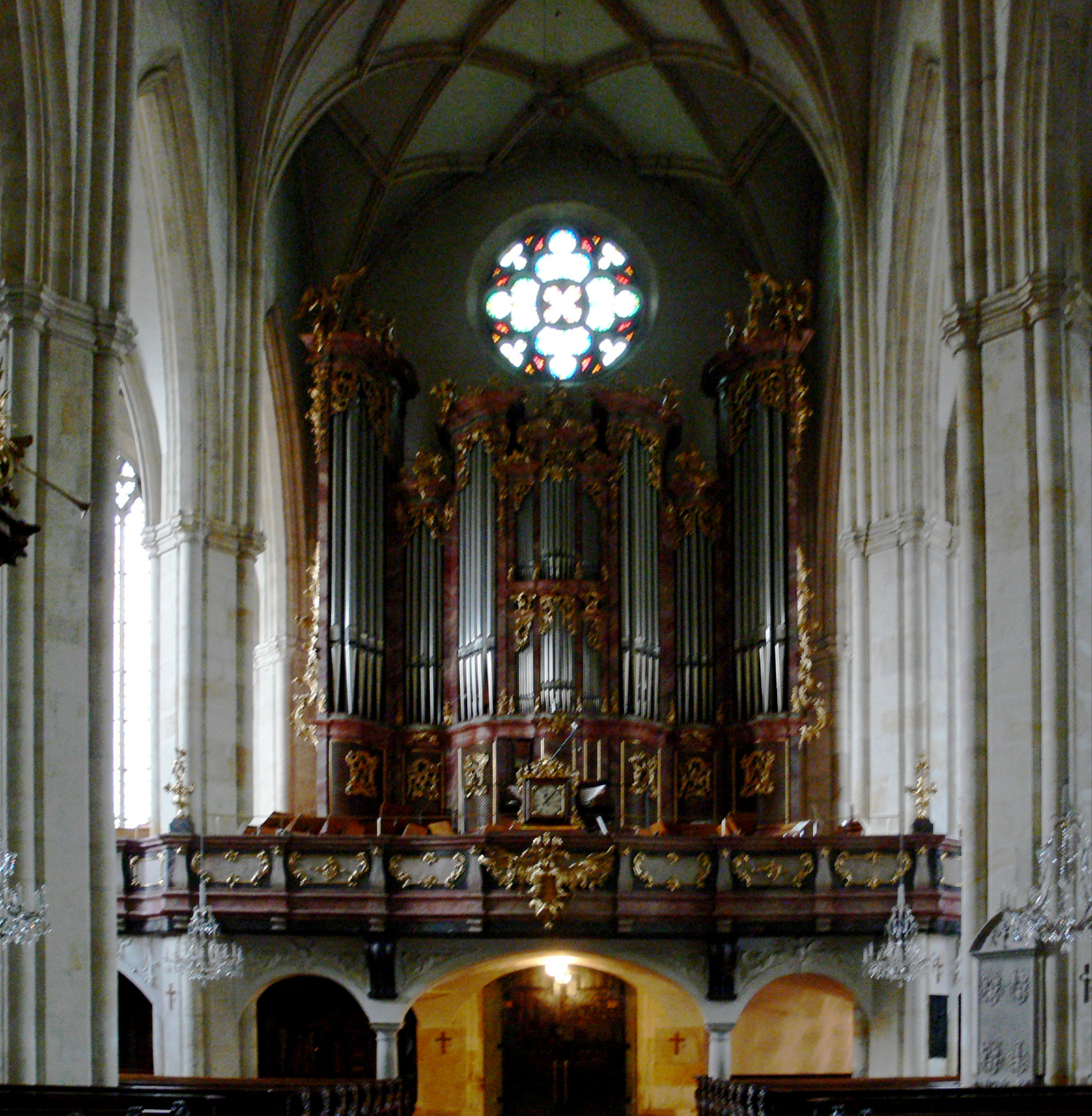
Грац, Кафедральный собор
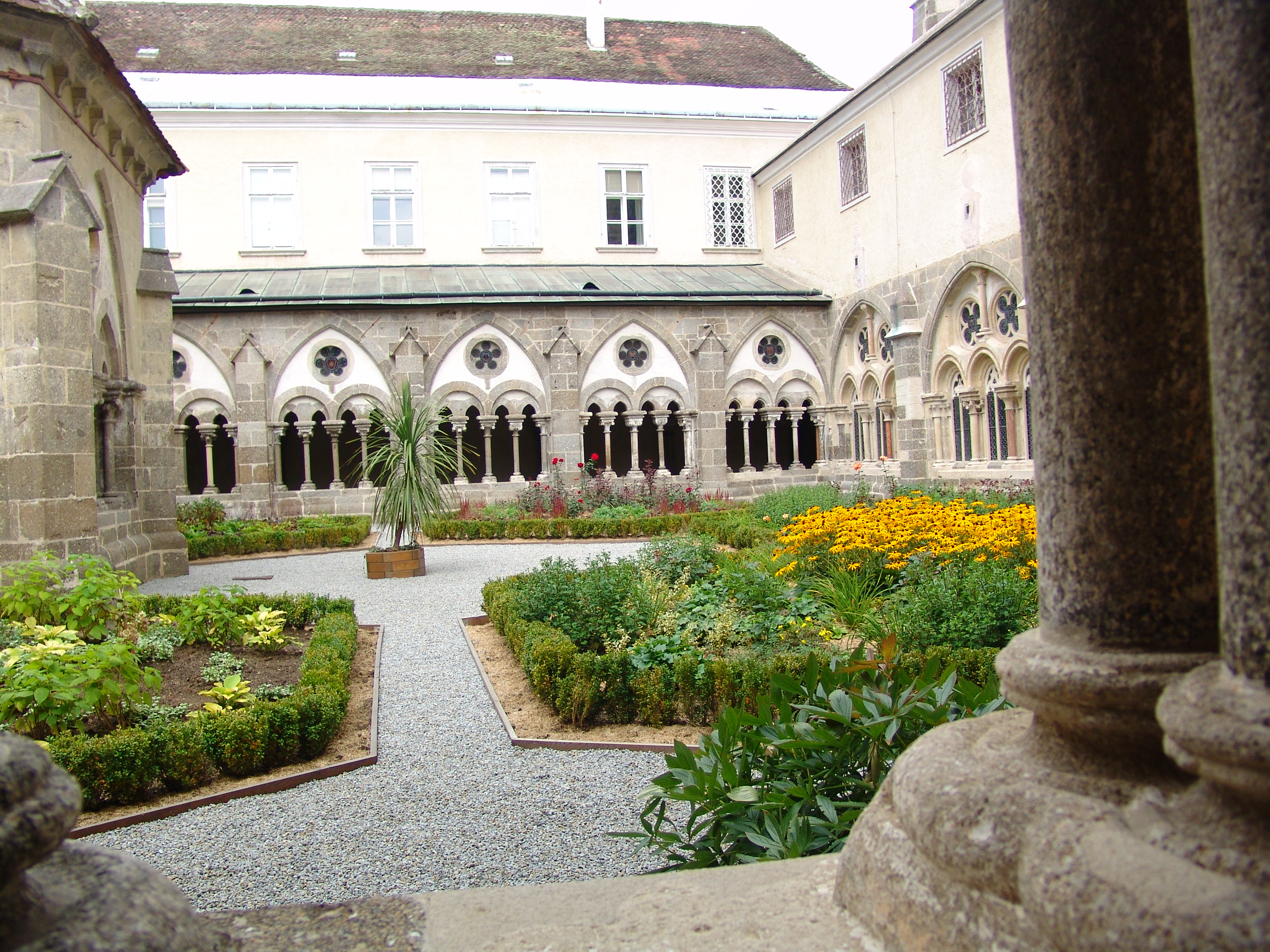
Аббатство Цветль, готический дворик монастыря
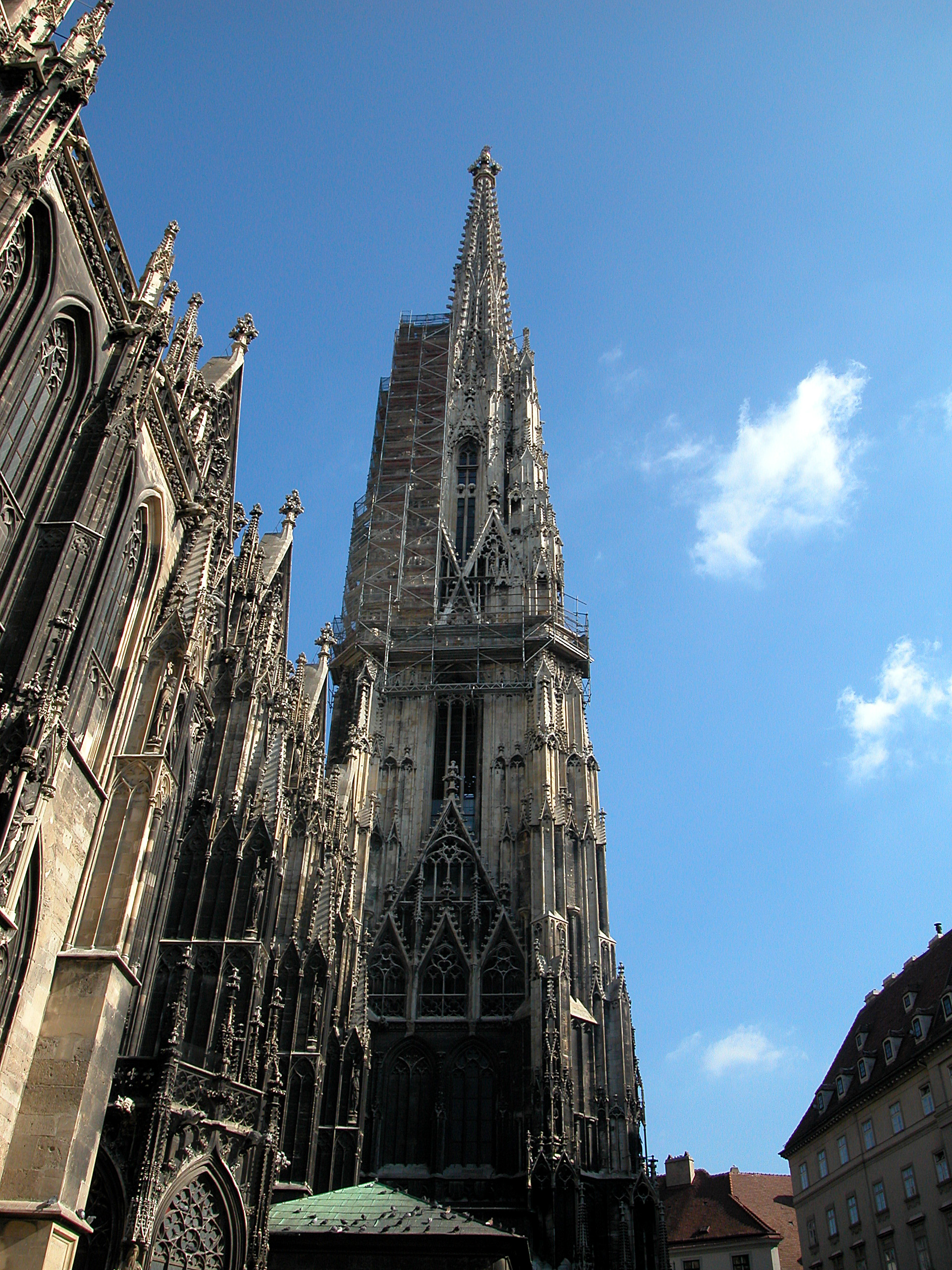
Южная башня собора Св. Стефана

### Разрушенные замки Австрии

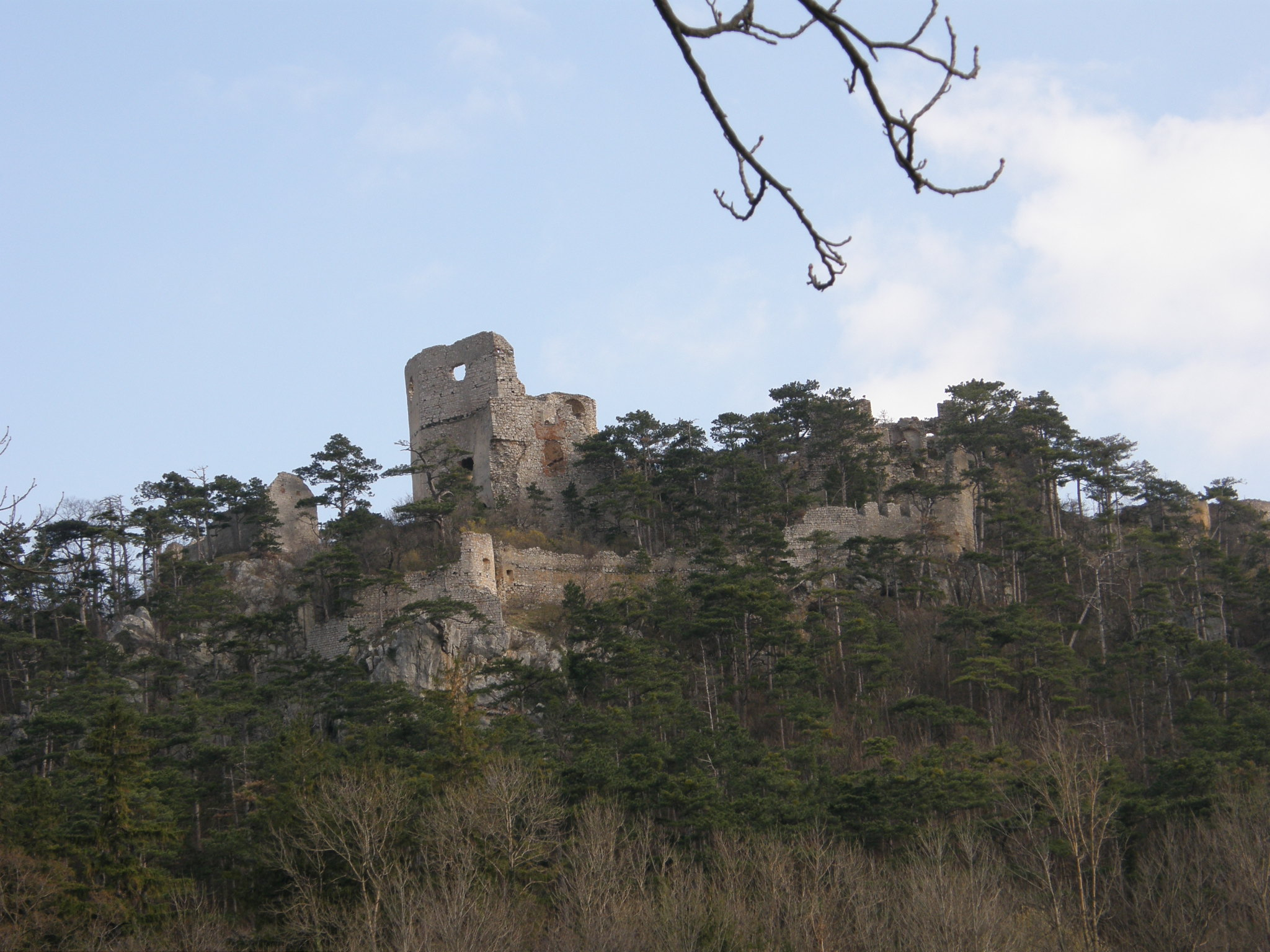
Замок Эммерберг
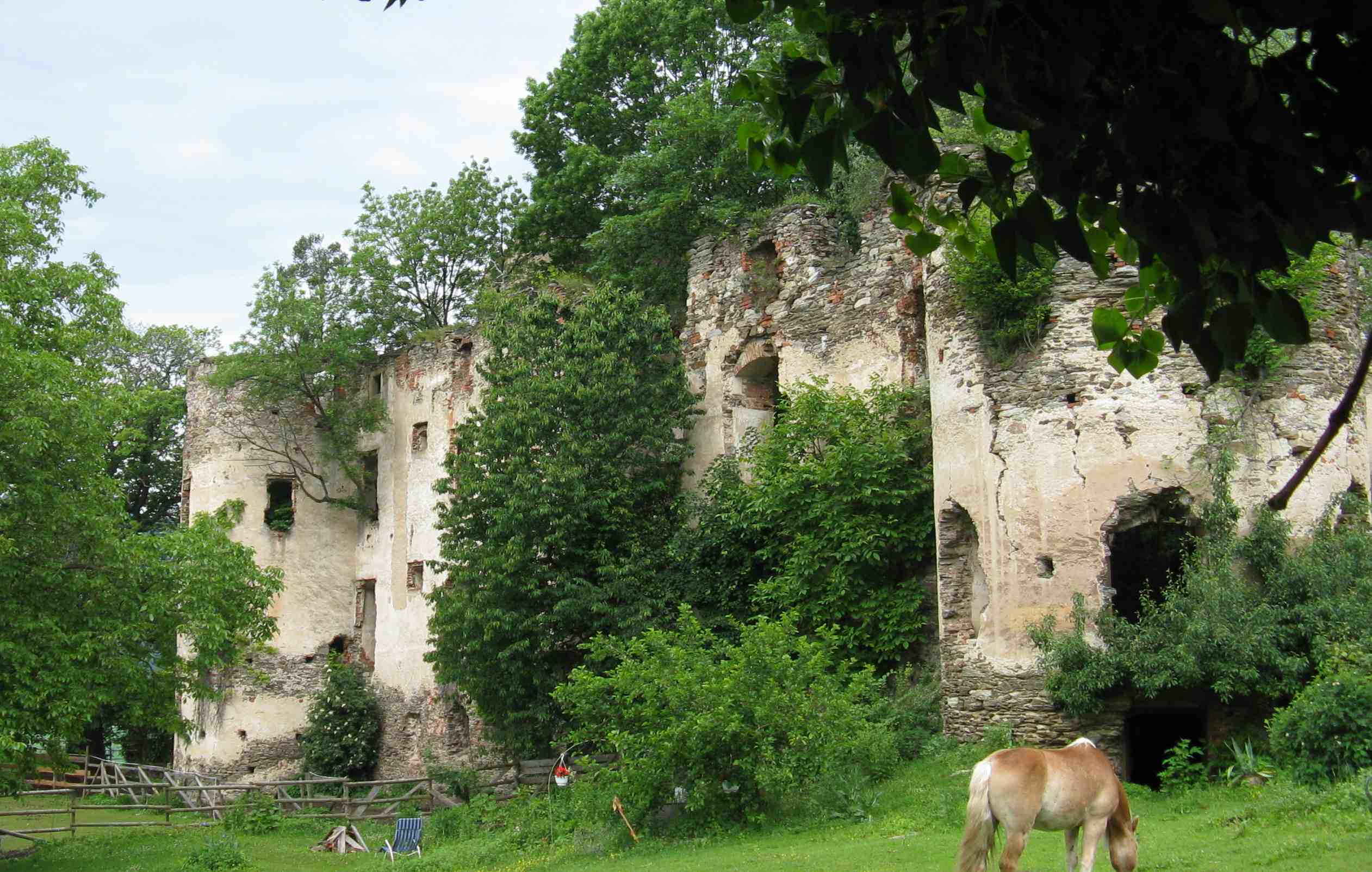
Замок Альтшилейтен
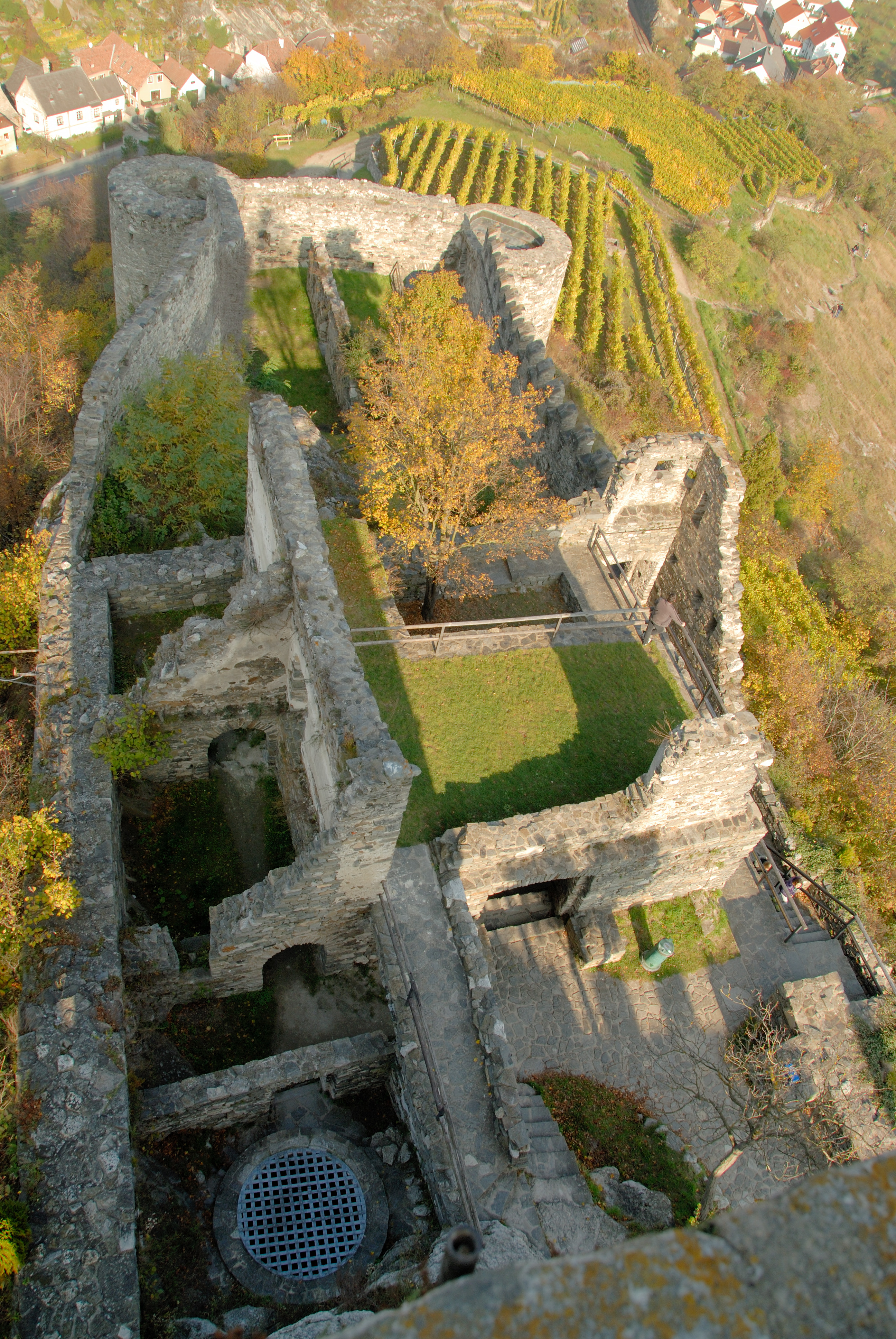
Хинтерхаус
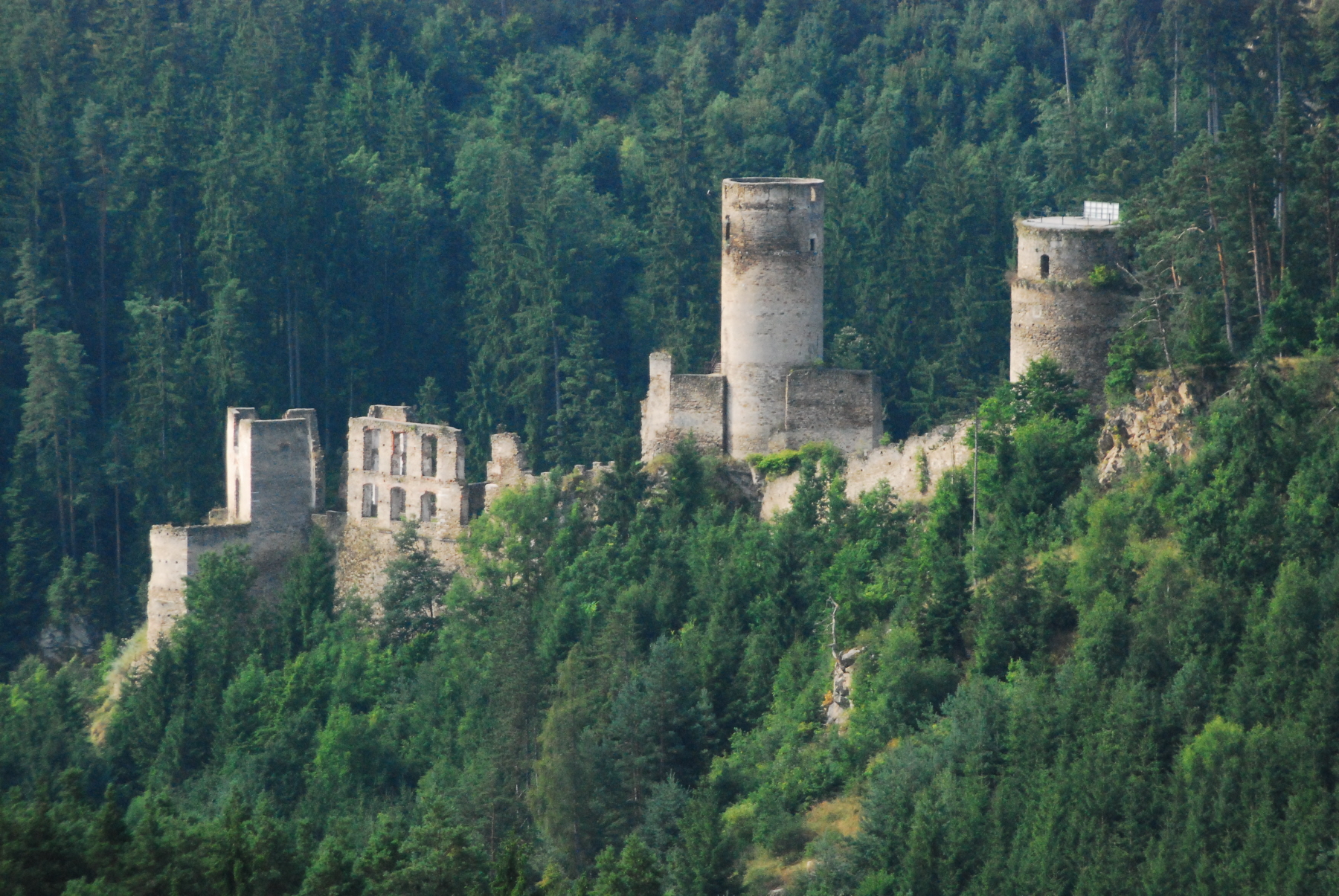
Кольмиц

### Краткое австрийское Возрождение
Период Возрождения в Австрии пришёлся на тяжёлую пору контрреформации и войн с Турцией, и пришёл со значительным опозданием. Церковная архитектура теряла своё ведущее значение и была в плену устаревших и упрощённых готических форм. Дыхание идей возрождения более ощутимое в живописи и декоративно-прикладном искусстве. В XVI в. угроза турецкого захвата Австрии побудила не столько к строительству церквей и дворцов (главных сфер архитектуры Возрождения), сколько к обновлению крепостей. Практически не было города, что выходил бы в это время в Австрии за пределы прежних (ещё средневековых) крепостных стен, а застройка в городах оставалась тесной, имела средневековый характер. Но были иногда образцы создания парадных дворов в замках с открытыми колоннадами наподобие итальянских. Были и случаи приглашения мастеров из Италии для строительства новых замков и садов итальянского типа (Хоэнзальцбург, Амбрас, Шаллабург).
Период маньеризма практически не отразился в архитектуре Австрии, несмотря на то, что австрийский двор был одним из значимых центров маньеризма в Западной Европе. Императорские заказы выполняют известные мастера — маньеристы, почти все иностранного происхождения, но почти никто из них не был архитектором.
- Бартоломеус Шпрангер, художник из Фландрии
- Арчимбольдо, художник из Милана
- Адриан де Врис, скульптор
- Ханс фон Аахен, художник из Кёльна
- Эгидиус Заделер, гравер из Фландрии

Архитектура Австрии XVI века словно накапливает силы для мощного развёртывания и расцвета в эпоху барокко, ставшего ярким фактом искусства и самой Австрии, и культуры Западной Европы.

### Барокко Австрии

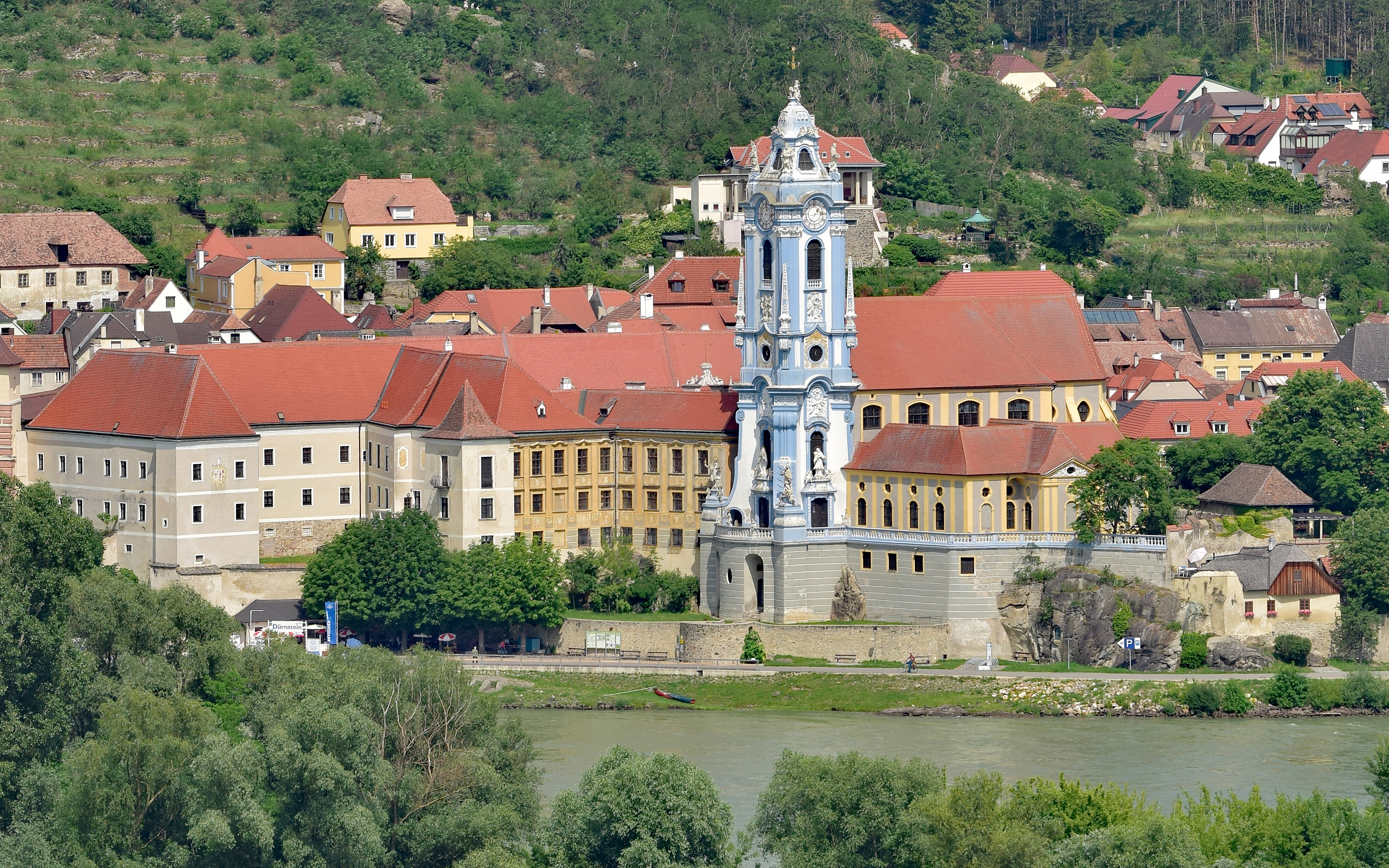
Город Дюрнштейн с юга
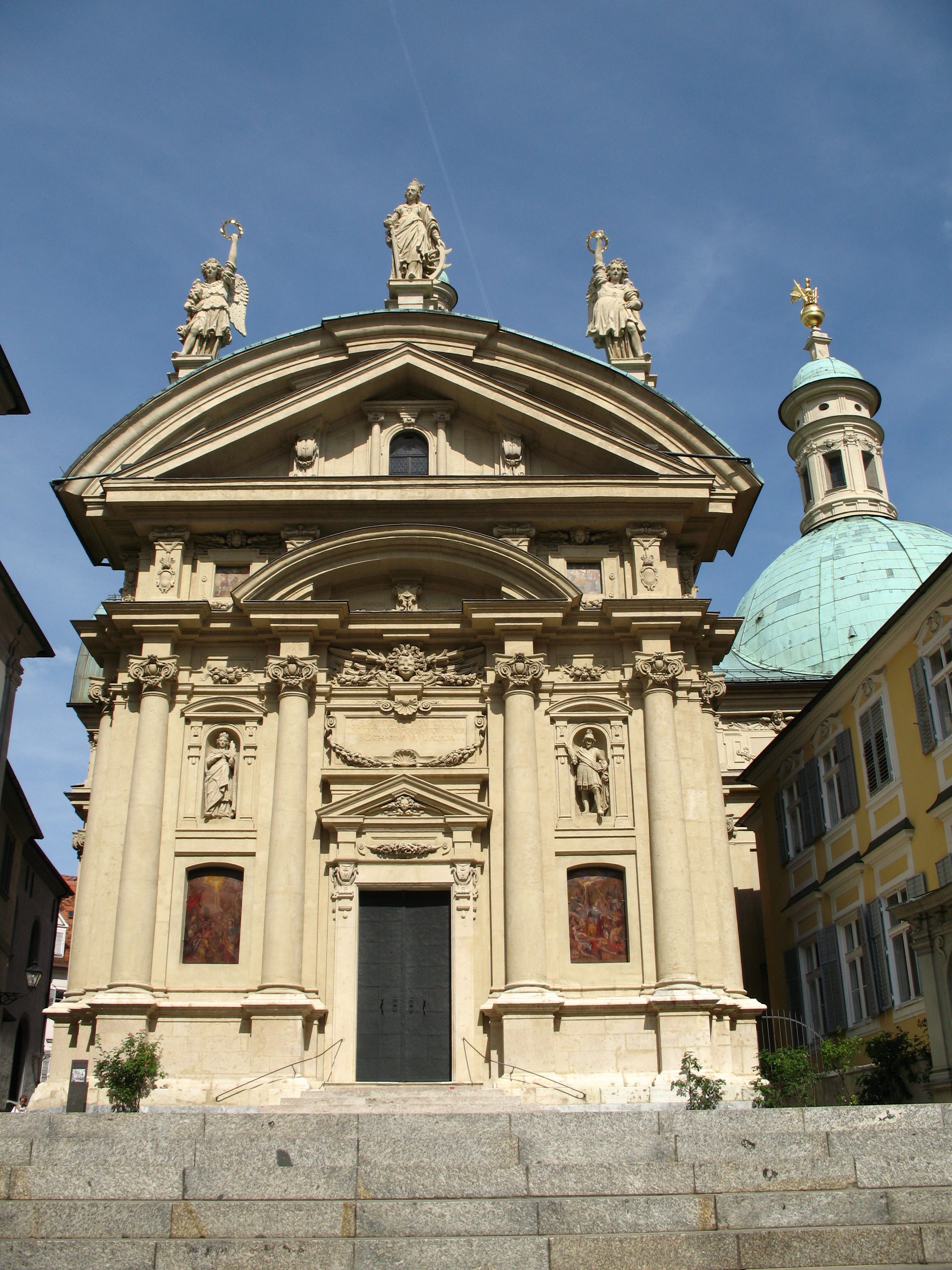
Грац, мавзолей Фердинанда II, 1614-1638 гг.
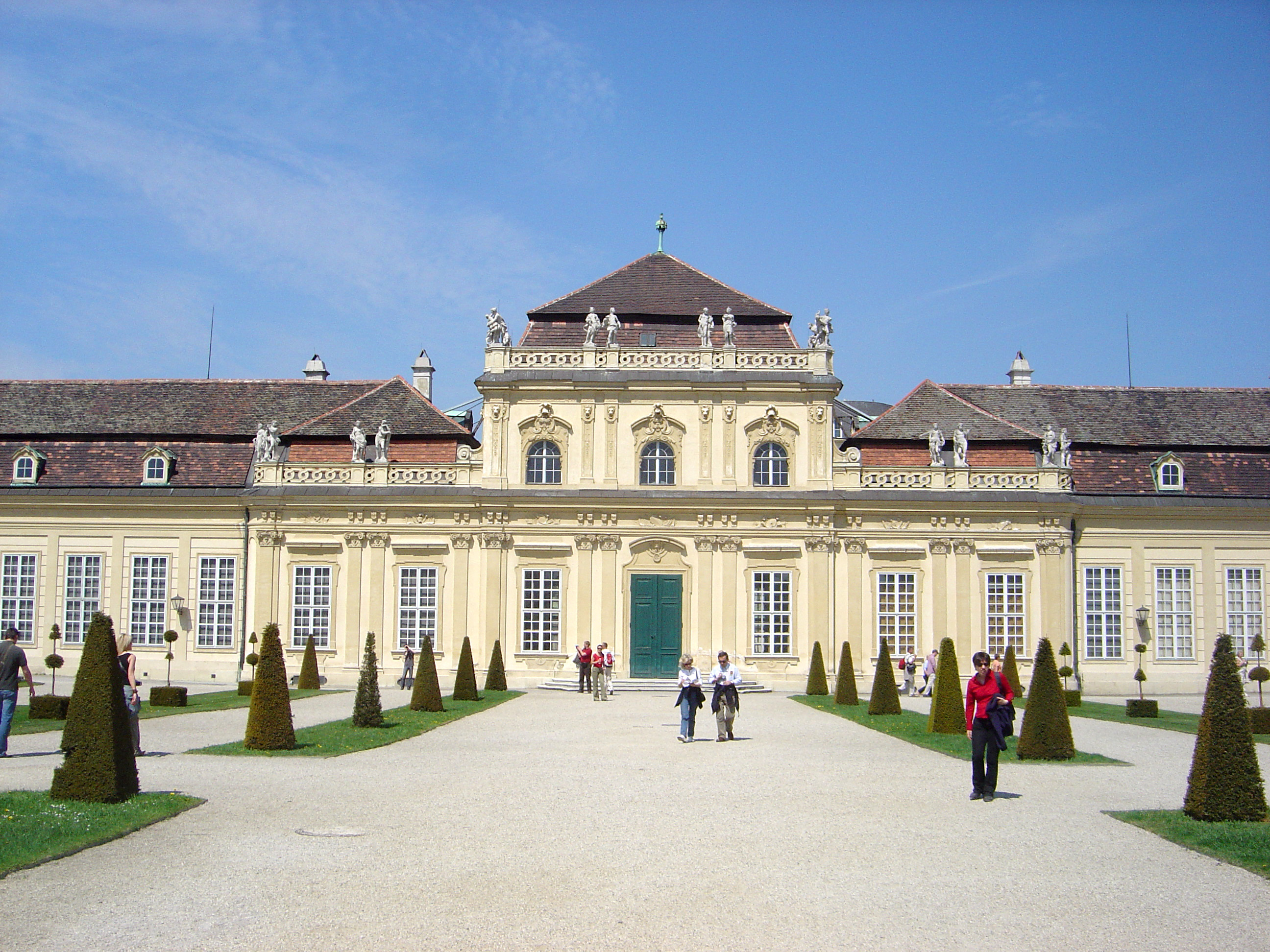
Дворец Нижний Бельведер, музей барокко, Вена
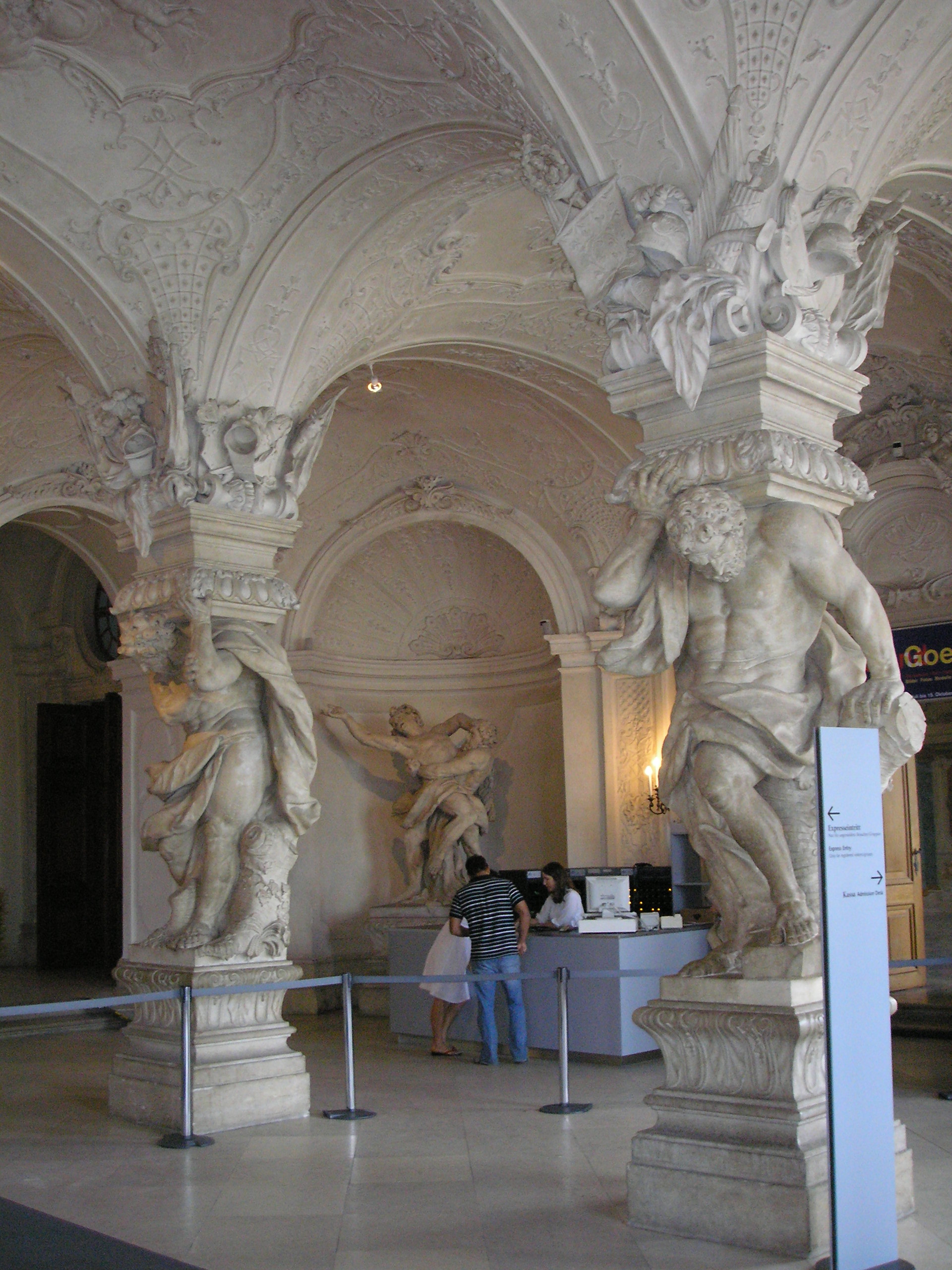
Вестибюль Верхнего Бельведера

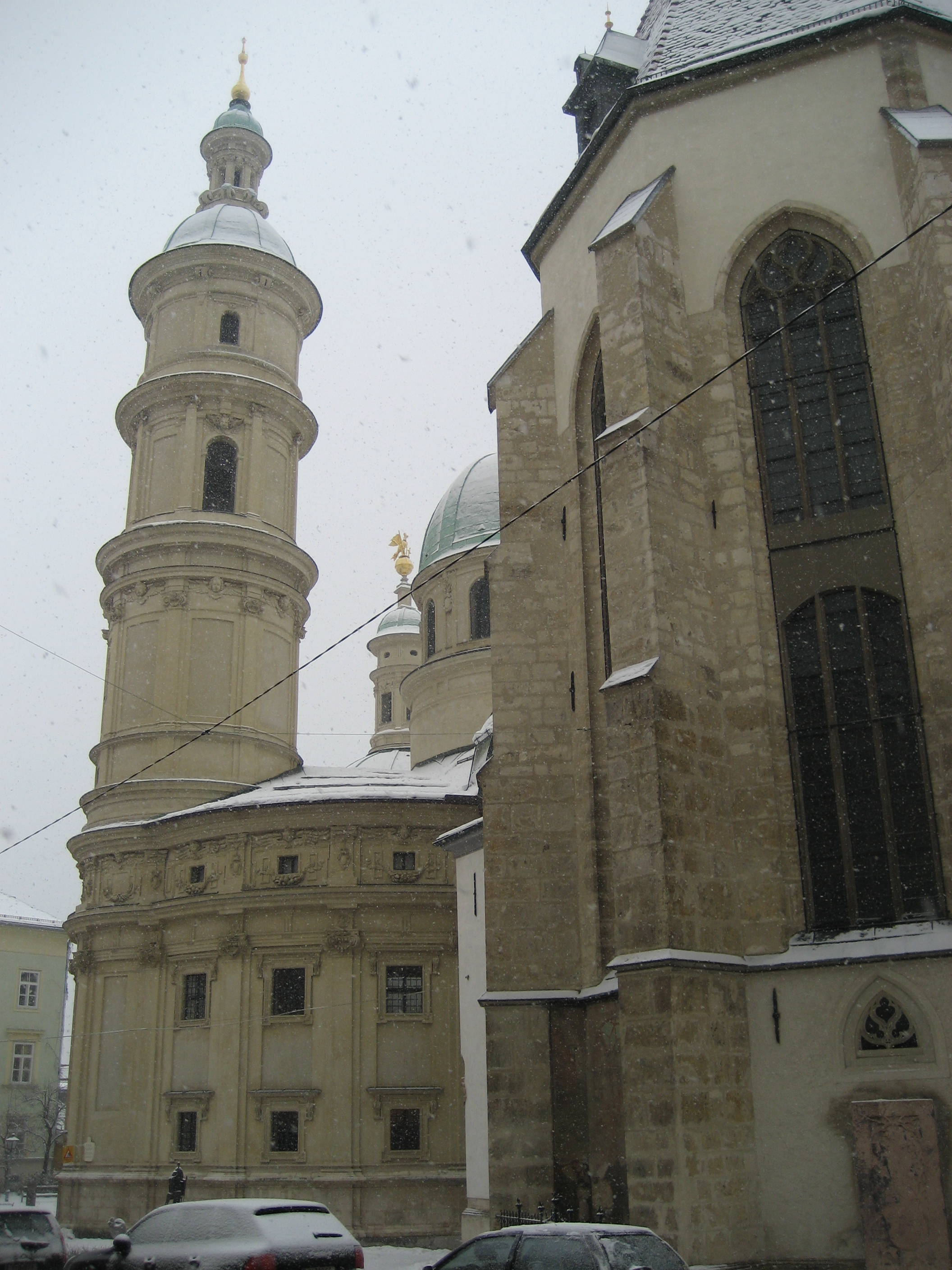
г. Грац, сочетание готики с барокко

В XVII веке Австрия как государство переживала недолгий период подъёма. Он был связан как с положительными, так и негативными факторами. Положительными были победы над Турцией и освобождение европейских территорий от чужой, неевропейской культуры. Ибо Турция (и её культура) тогда не воспринималась частью Европы. Отрицательным было присоединение новых территорий в Австрию и формирование Австрийской империи. Она и до этого была конгломератом разных по культуре и истории областей. Теперь число областей увеличилось. Этот процесс продлится до конца XVIII века. Начался он с присоединения насилием Венгрии с 1686 г. закончился присоединением северной Италии, что спровоцировало Национально-освободительную войну сначала в Венгрии в начале XVIII века, а в XIX веке — в Италии.
Победу одержали светская и церковная власти Австрии. Именно эти могущественные и богатые круги стали заказчиками и главными потребителями достижений эпохи барокко. Из стратегических соображений в 1683 г. австрийцы сожгли все предместья Вены, чтобы ничего не досталось воинам-туркам. Примерно с 1690 годов начался строительный бум — на сожжённых территория возникают роскошные загородные усадьбы, барочные монастыри, барочные церкви в разных городах.
Строительство в стиле барокко началось задолго до 1690-х годов. Один из первых образцов — барочный собор в городе Зальцбург — возник в 1611—1628 годах. Уже тогда широко ценились проекты и труд архитекторов Италии, потому барокко Австрии развилось под мощным влиянием барокко Италии. Так, собор в Зальцбурге строил итальянец Сантино Солари. А в захваченной и покорённой Австрией Праге по заданию австрийцев-победителей работала уже целая армия архитекторов, декораторов и художников Италии (от архитектора Каратти к садовника Себрегонди).

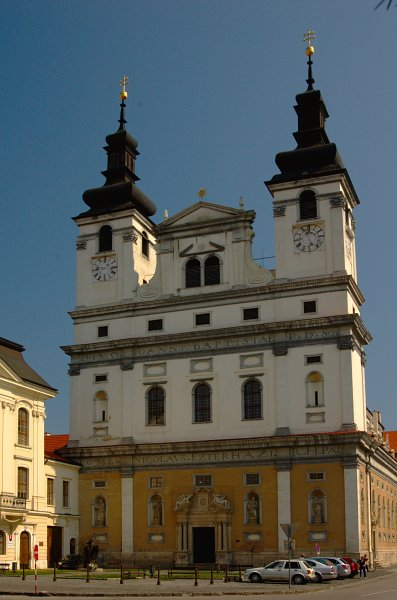
Раннее барокко. Костёл св. Иоанна Крестителя в г. Трнава, Словакия
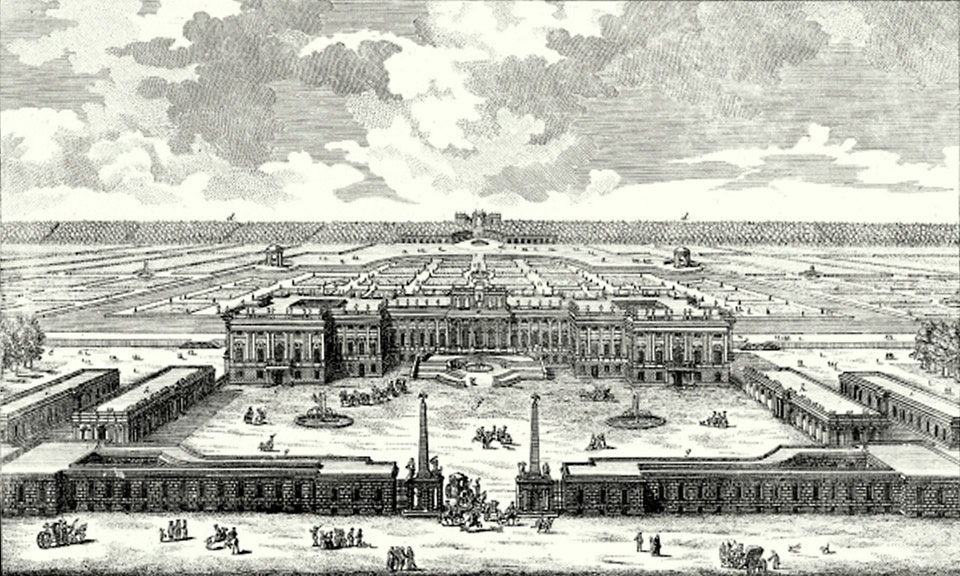
Дворец Шёнбрунн на старой гравюре
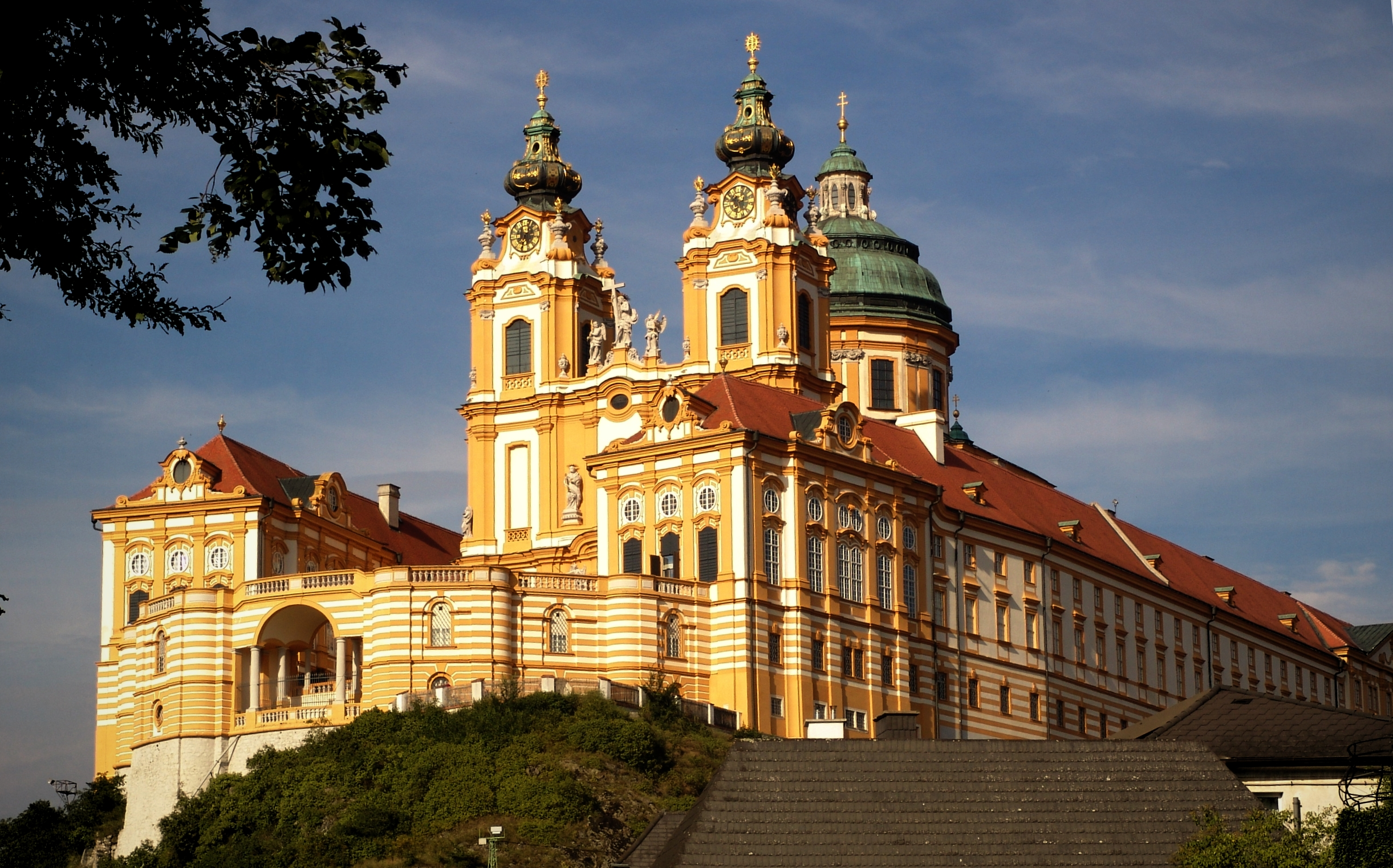
Монастырь в Мельке
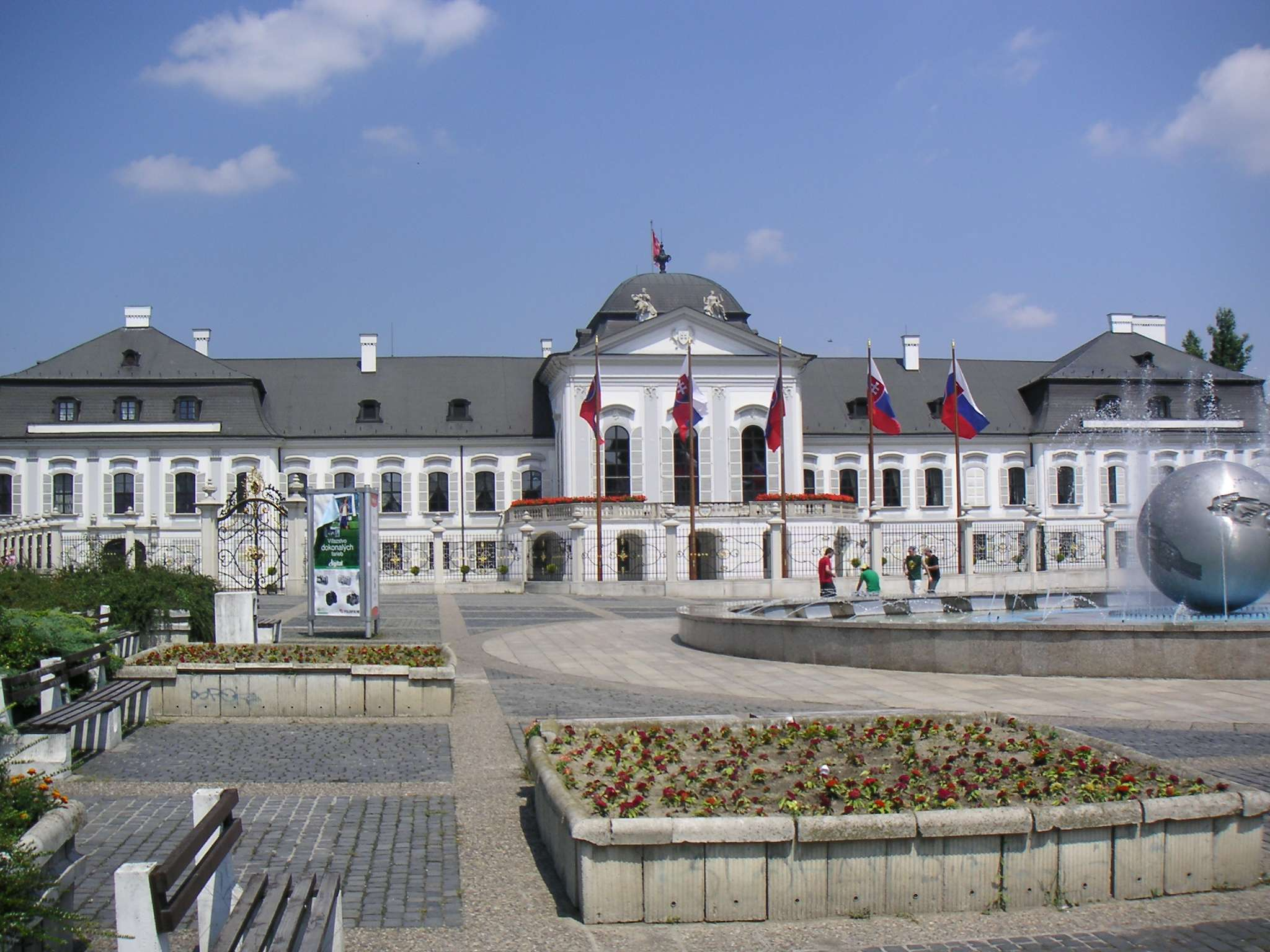
Дворец Грашалковичей в Братиславе (ныне резиденция президента Словакии).

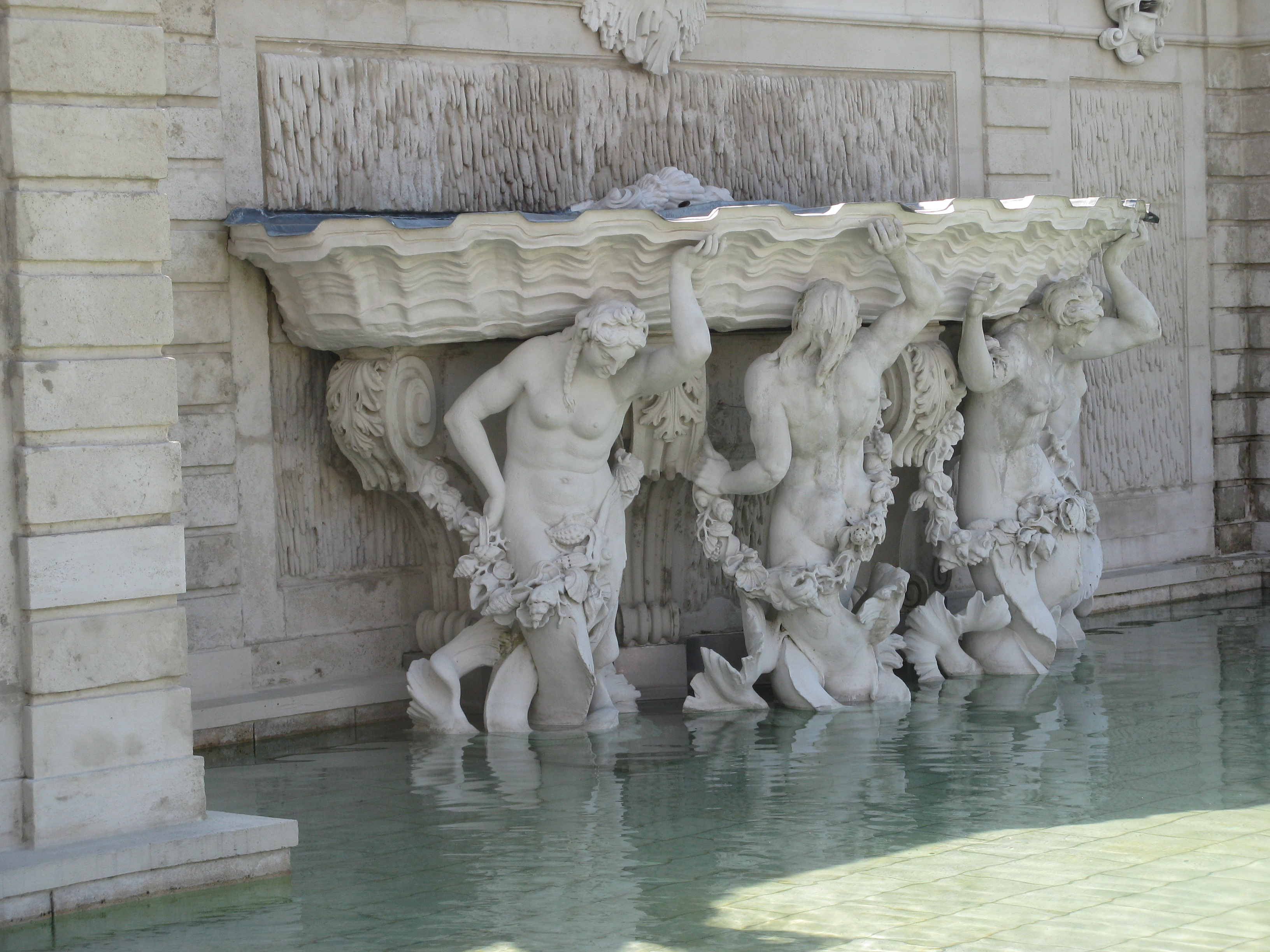
Фонтан Нимф, Сад барокко Бельведер

Ученический период закончился примерно через 70 лет. Австрийское барокко начинает по-настоящему конкурировать с родиной барокко — Италией. Дворец Шёнбрунн уже строится австрийцами Иоганном Бернхардом Фишером фон Эрлахом и его сыном Йозефом Эммануэлем. При этом Шенбрунн не похож ни на один из дворцов Италии. В самой Вене строят: дворец принца Евгения Савойского (Бельведер), Богемскую канцелярию, Придворную библиотеку, церковь Св. Карла Борромея (Карлскирхе), дворцы аристократов. Австрийская провинция гордится настоящим шедевром — барочным монастырём в местечке Мельк (арх. Я. Прандтауер, И. Мунгенаст).
Не всем архитекторам в Австрии хватало заказов. Они едут на заработки (Иоганн Бернхард Фишер фон Эрлах, Хильдебрандт, Пильграм). Так шедевры австрийского барокко распространяются, и их можно встретить как в самой Австрии, так и в некогда захваченных странах (барочные дворцы Праги (Чехия), дворец герцога Эстергази в Фертеде (Венгрия), дворец Грашалковичей в Гёдёллё в Венгрии, барочный монастырь-шедевр в Ясове и ряд барочных соборов в разных городах Словакии и др.).
Церковь в городке Цветль стала одним из лучших достижений австрийского барокко в сакральной архитектуре. Здесь расположен монастырь Успения Богородицы, известный со времён готики. В начале XVIII века руководство монастыря решило обновить фасад монастырской церкви, привлекая к работе талантливых архитекторов (ими были М. Штейнль и И. Мунгенаст). Новый волнистый фасад удачно соединил барочные формы с готическим стремлением к высотности, которое унаследовала единственная центральная башня. Каменные глыбы обтёсывали отдельно, предоставляя им индивидуальные формы лекального кирпича. Так обтёсывали камни только в период готики. Но в фасаде Штейнля и Мунгенаста старая, готическая по признакам, технология обработки камня соединена с барочными формами и барочными скульптурами. А барочная башня с фигурной крышей возвышается над окружением, как и привычные шпили готических церквей Австрии, служа знакомым пространственным ориентиром в пейзаже.

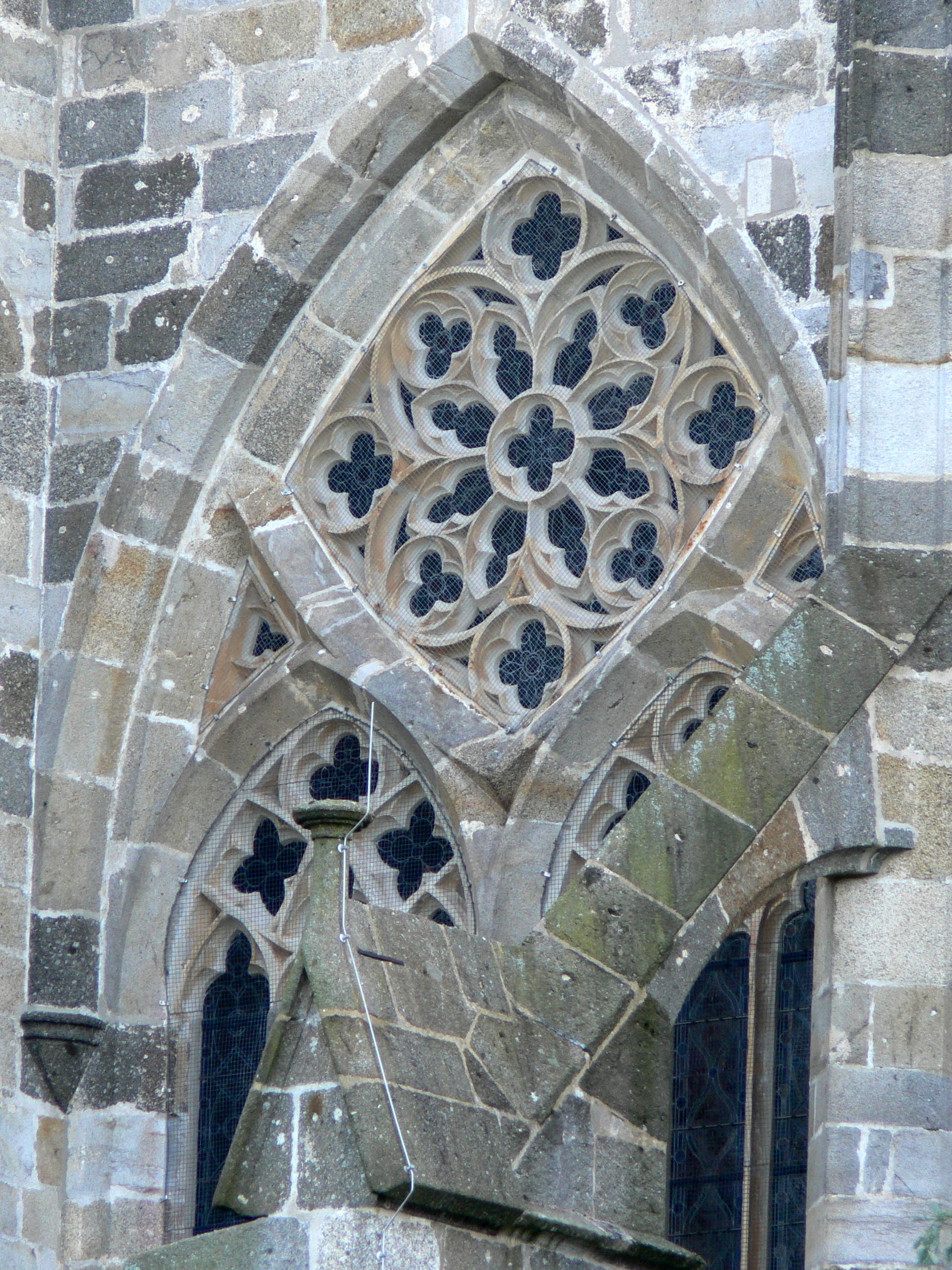
Готическое окно церкви в Цветле
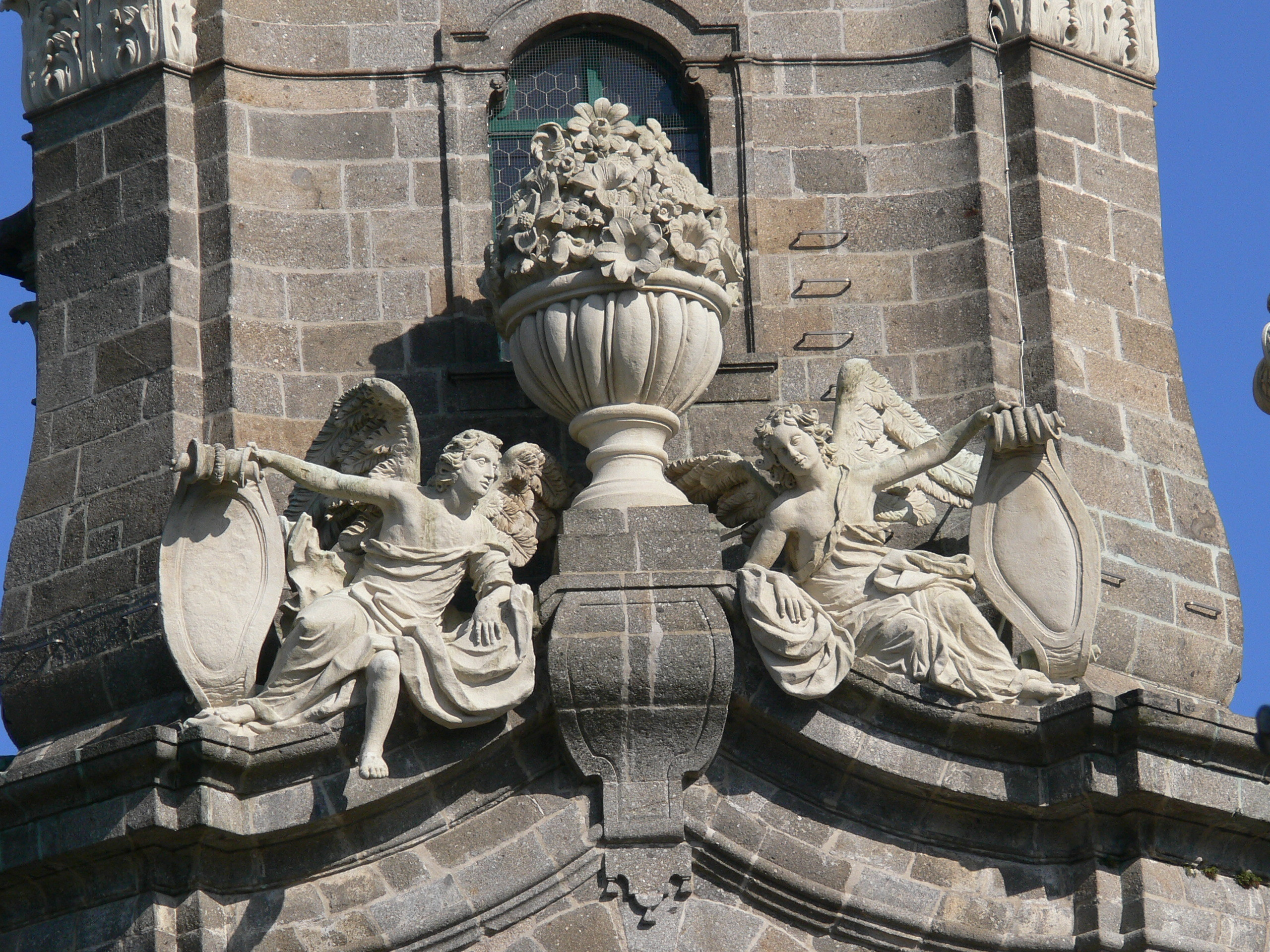
Барочное окно церкви в Цветле
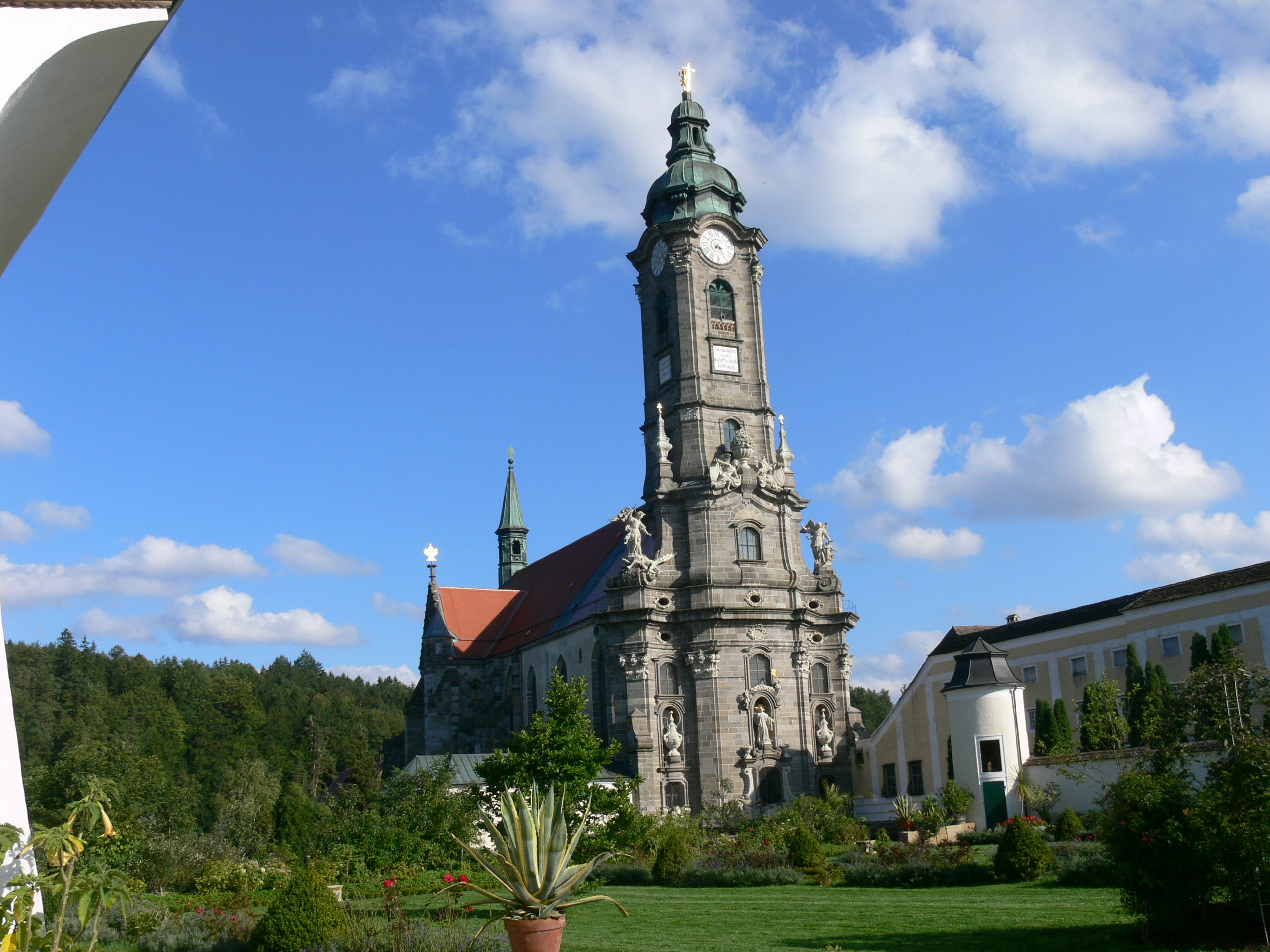
Барочный фасад готической церкви в Цветле
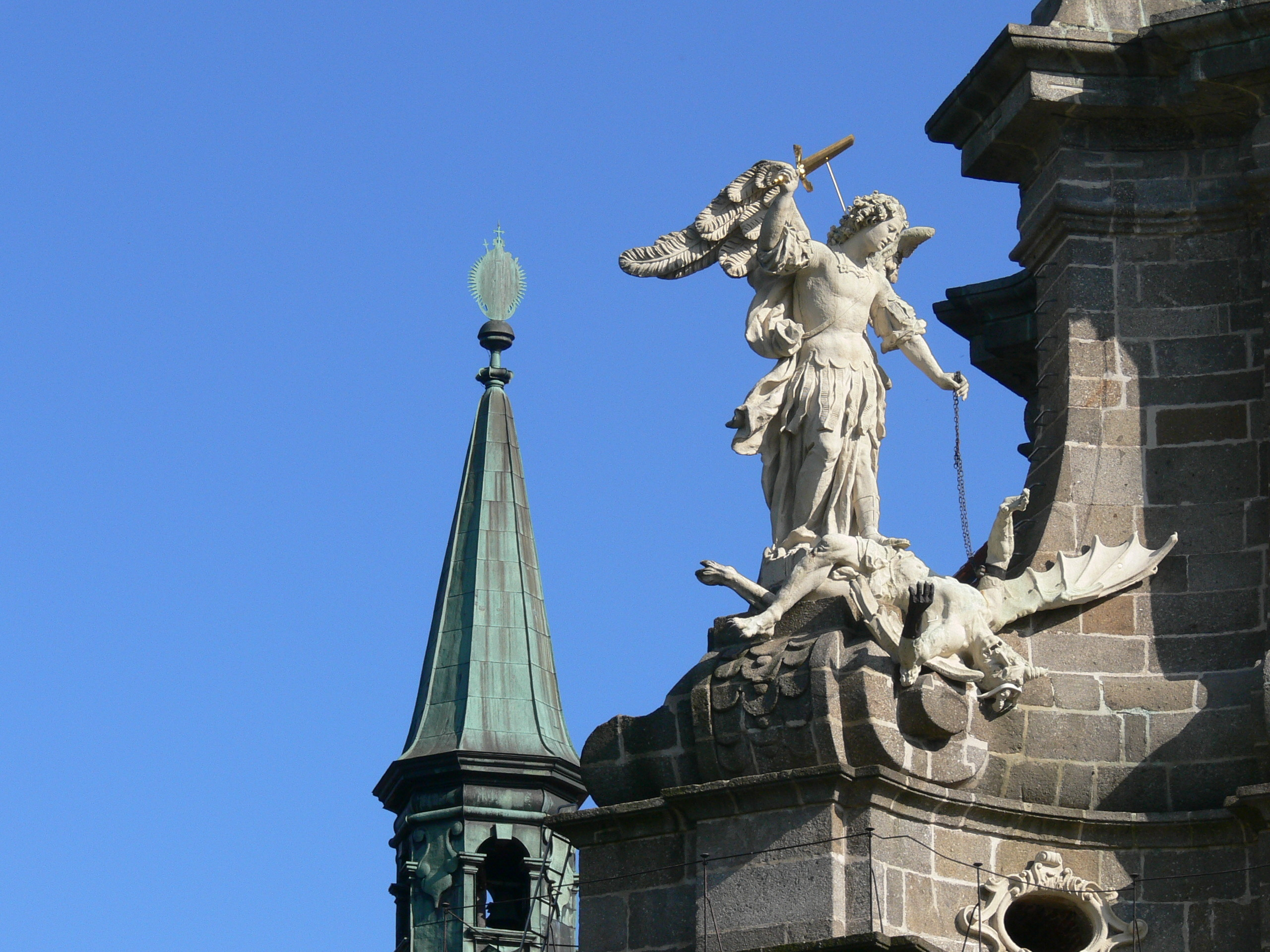
Архангел Михаил в поединке с Дьяволом

Среди лучших образцов гражданской, нецерковной архитектуры — барочный ансамбль Шлосс Хоф, созданный по приказу полководца Евгения Савойского.

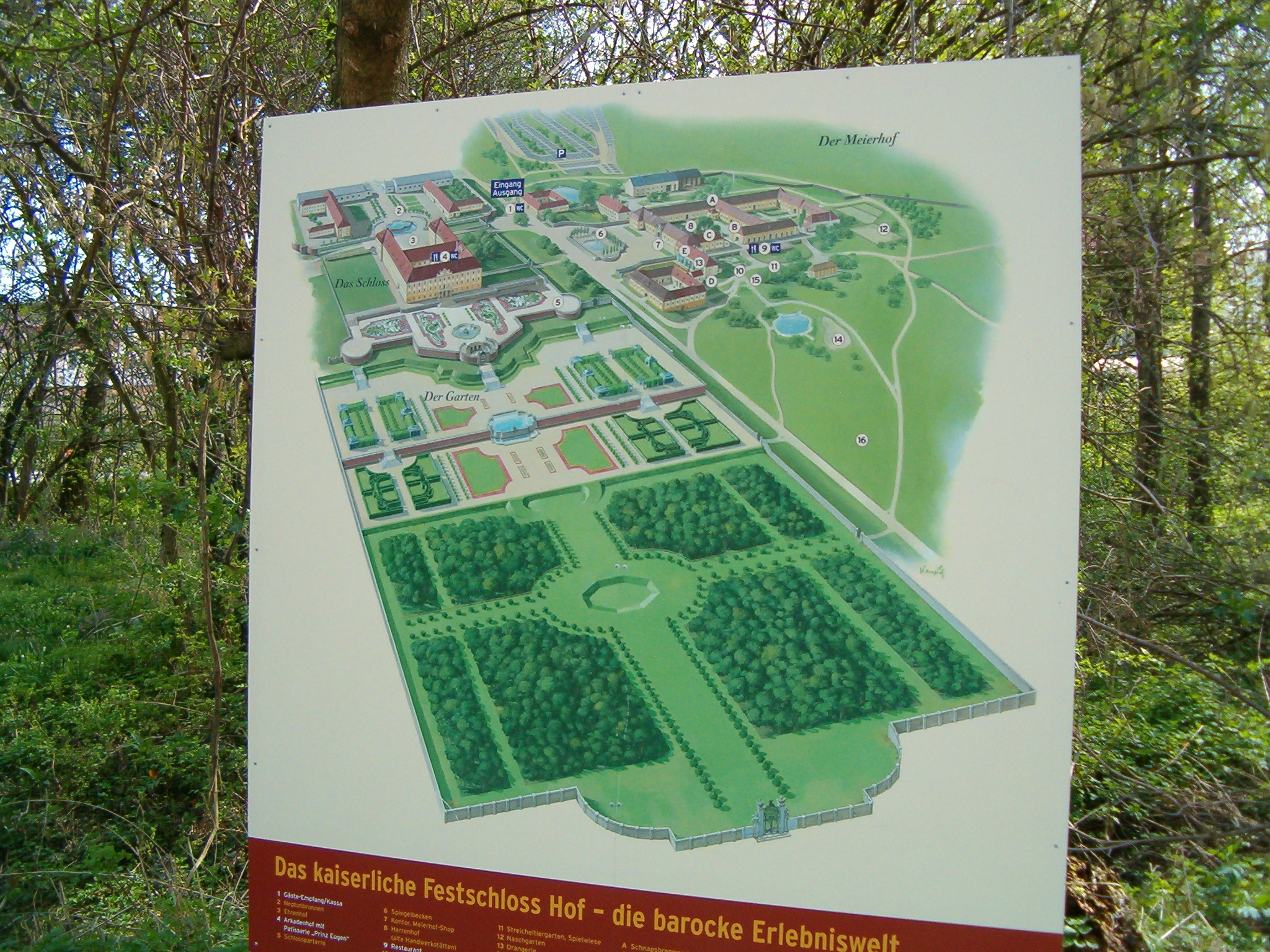
План ансамбля замка и сада барокко Шлосс Хоф
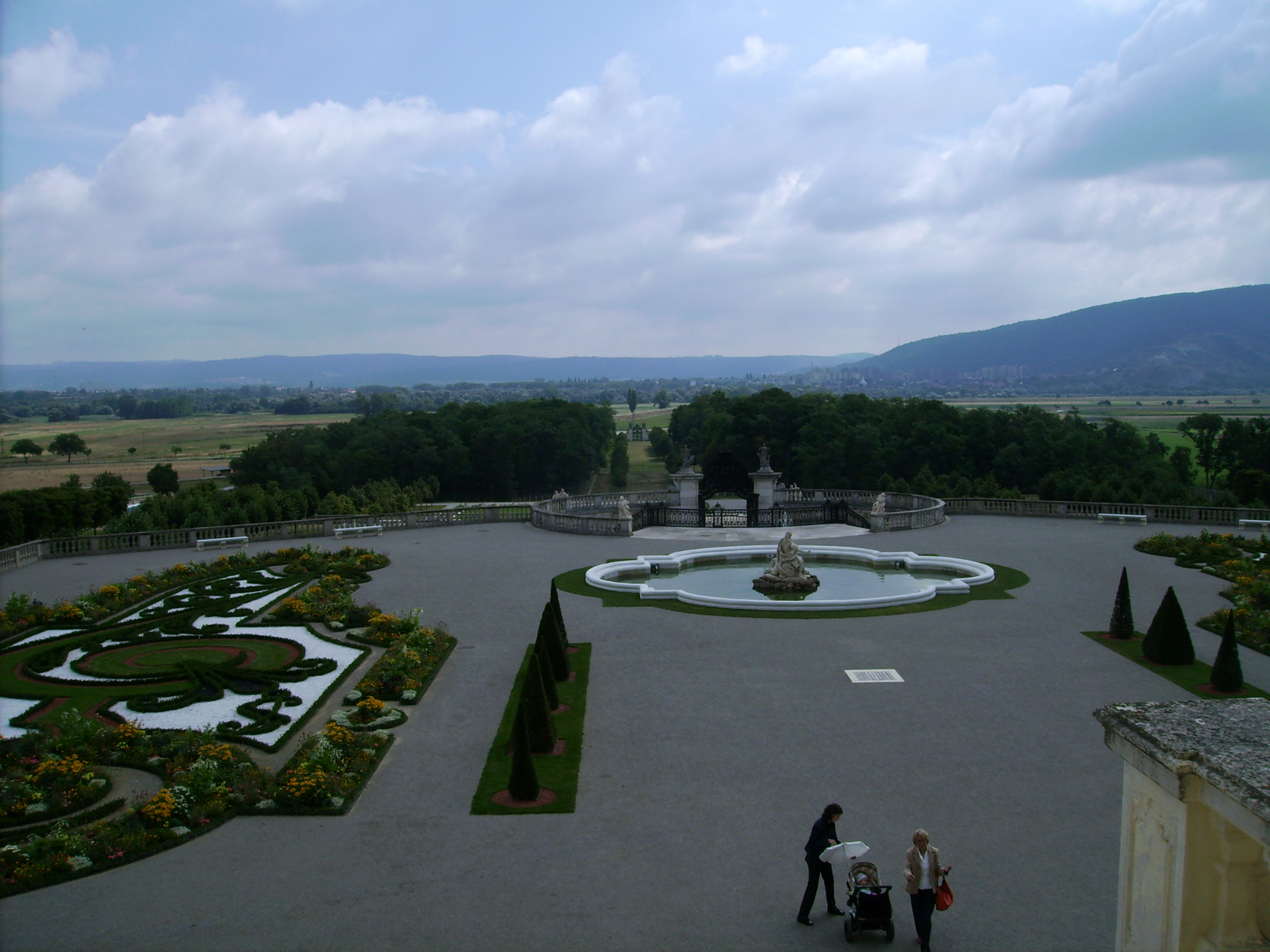
Замок Шлосс Хоф, партер (сад)
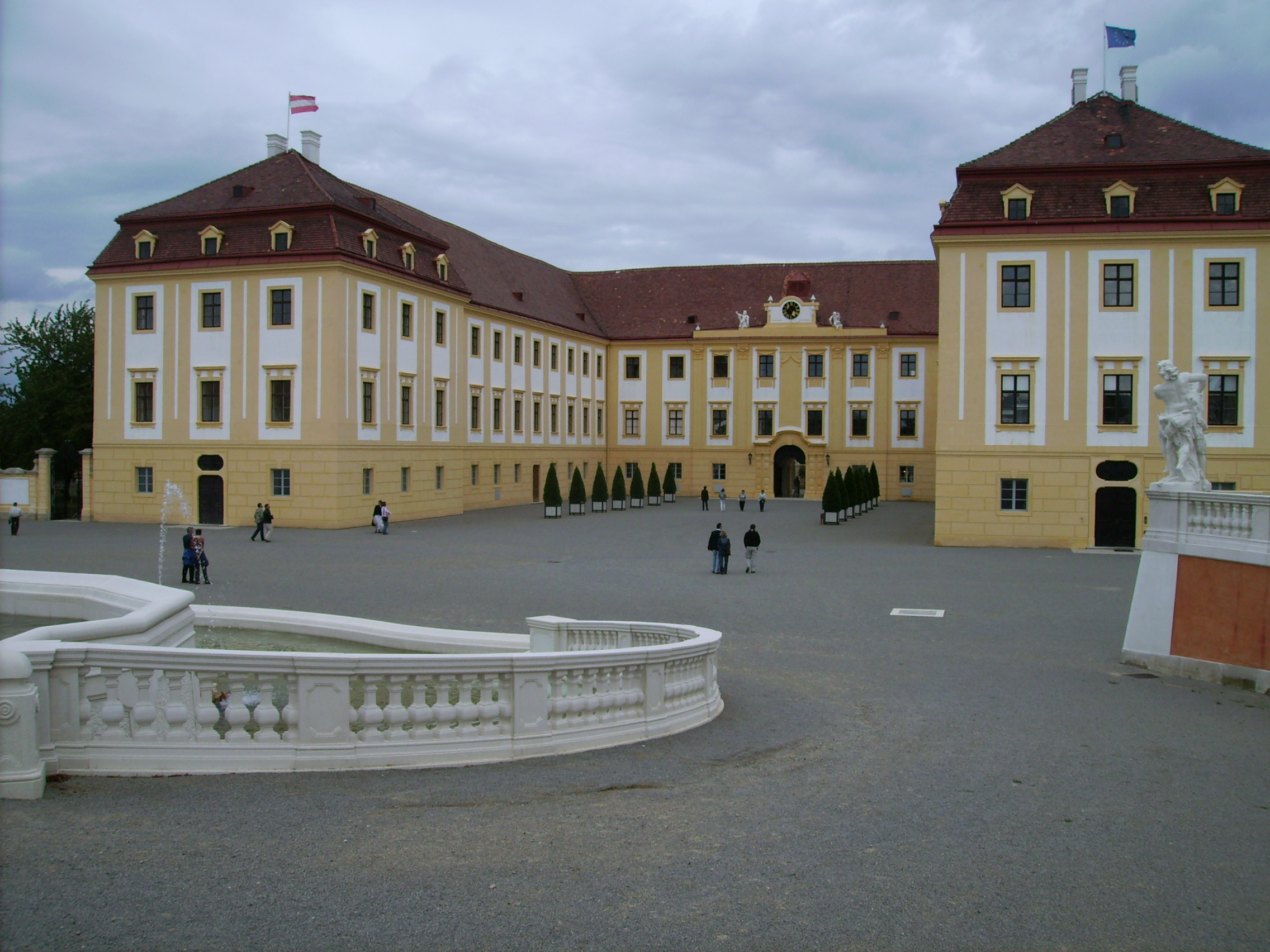
Парковый фасад замка
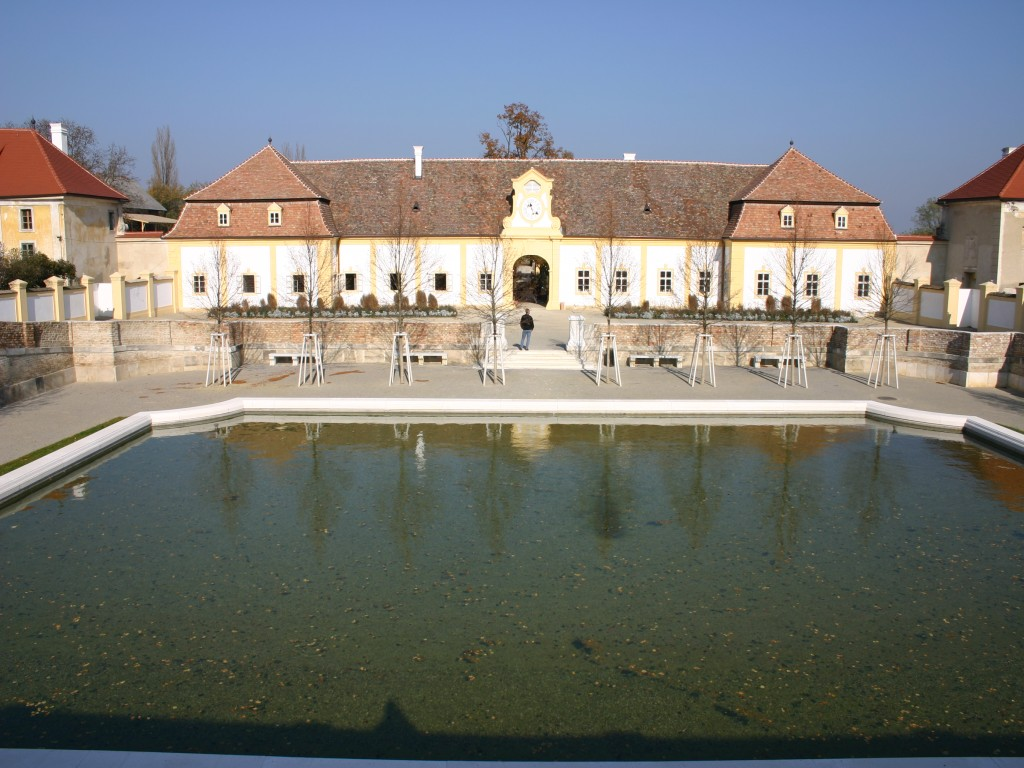
Бассейн

### Классицизм
В стране с развитыми традициями готики и барокко классицизм не имел широкого распространения. А его формы и архитектурные решения имели значительные примеси барокко в скульптуре, декоре, пространственной планировке. Австрийский классицизм не имел значительных достижений и уступил бурному развитию эклектики в XIX в.

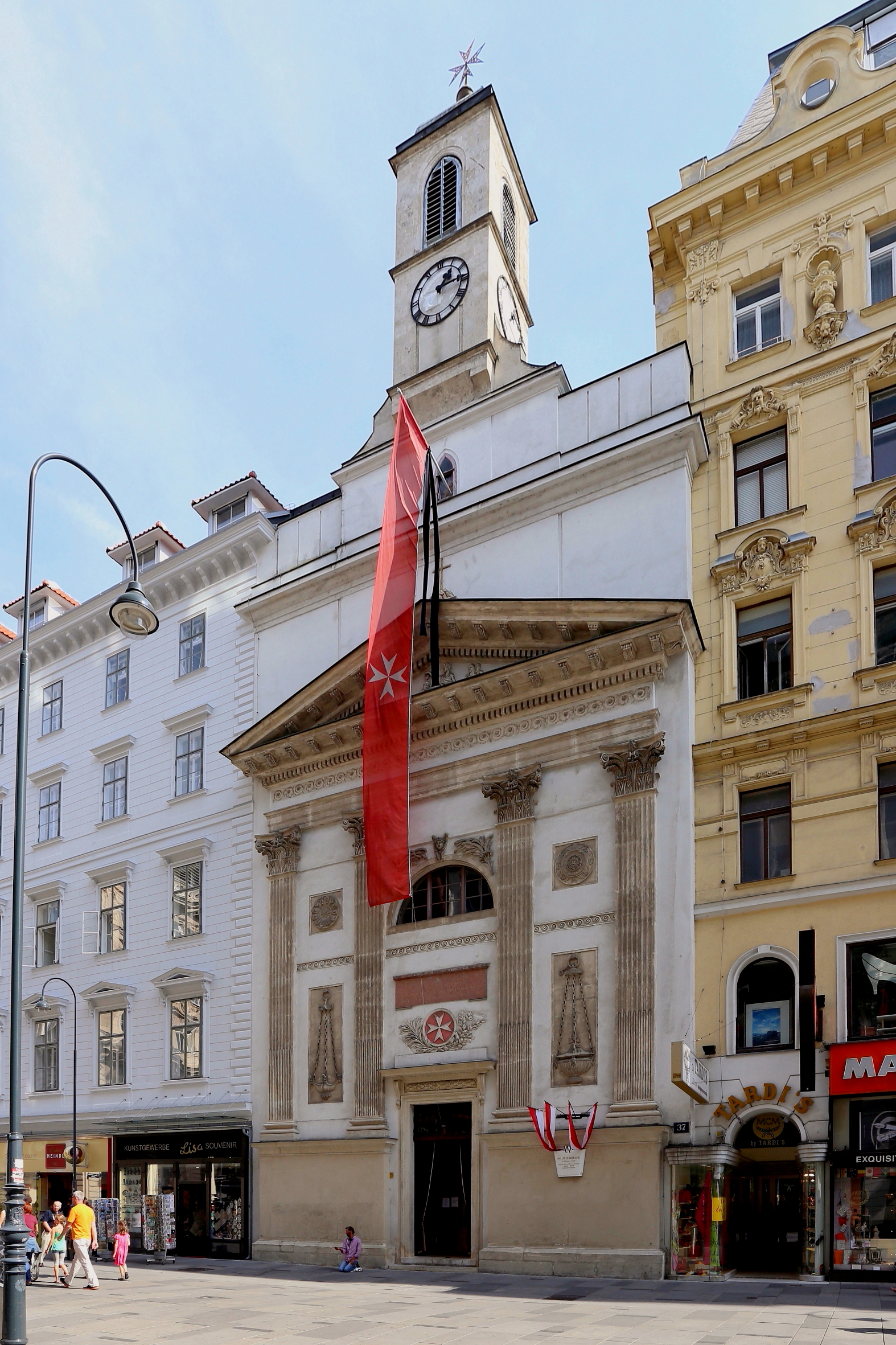
Мальтийская церковь, фасад, Вена
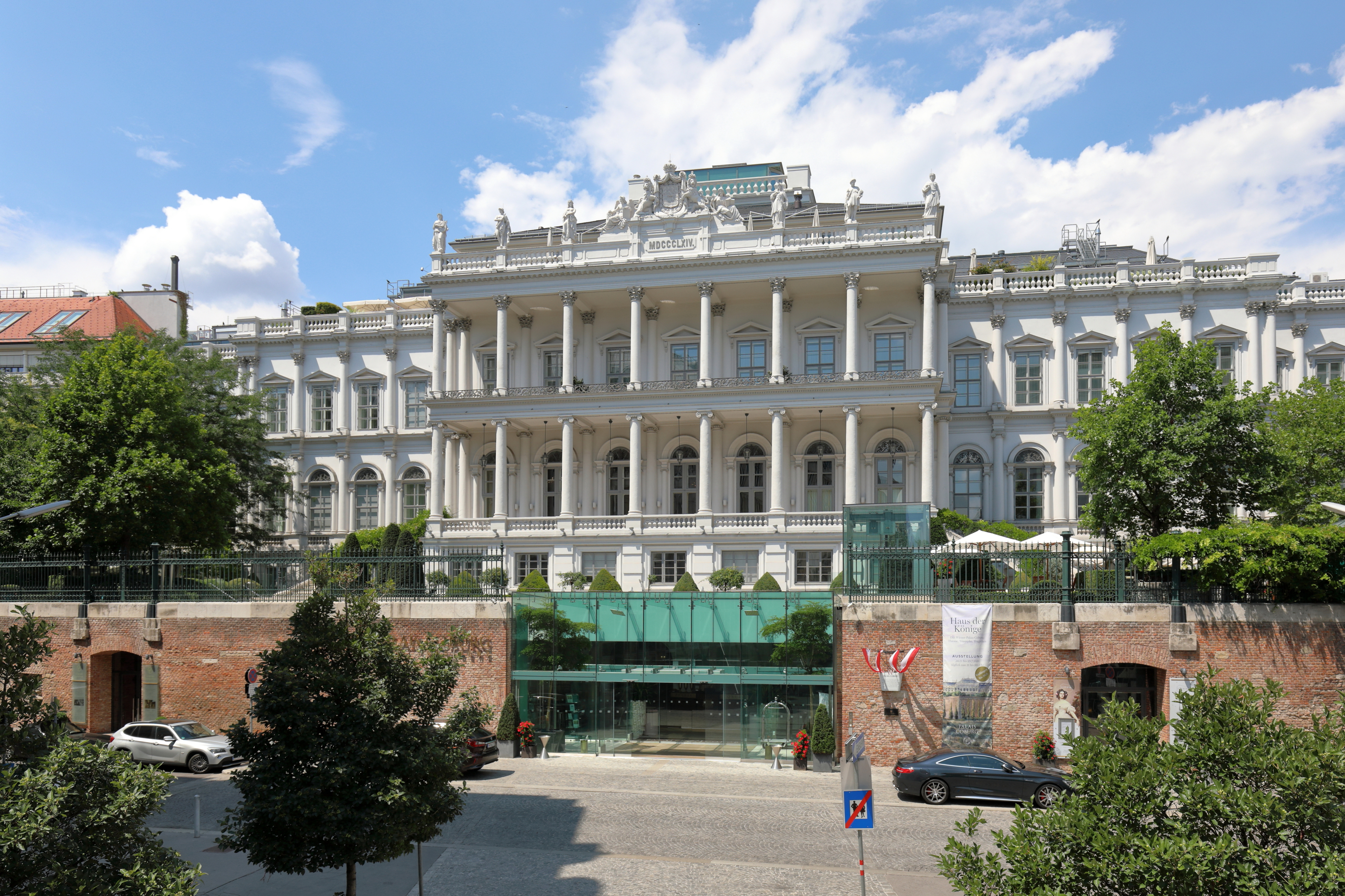
Дворец Кобург, Вена
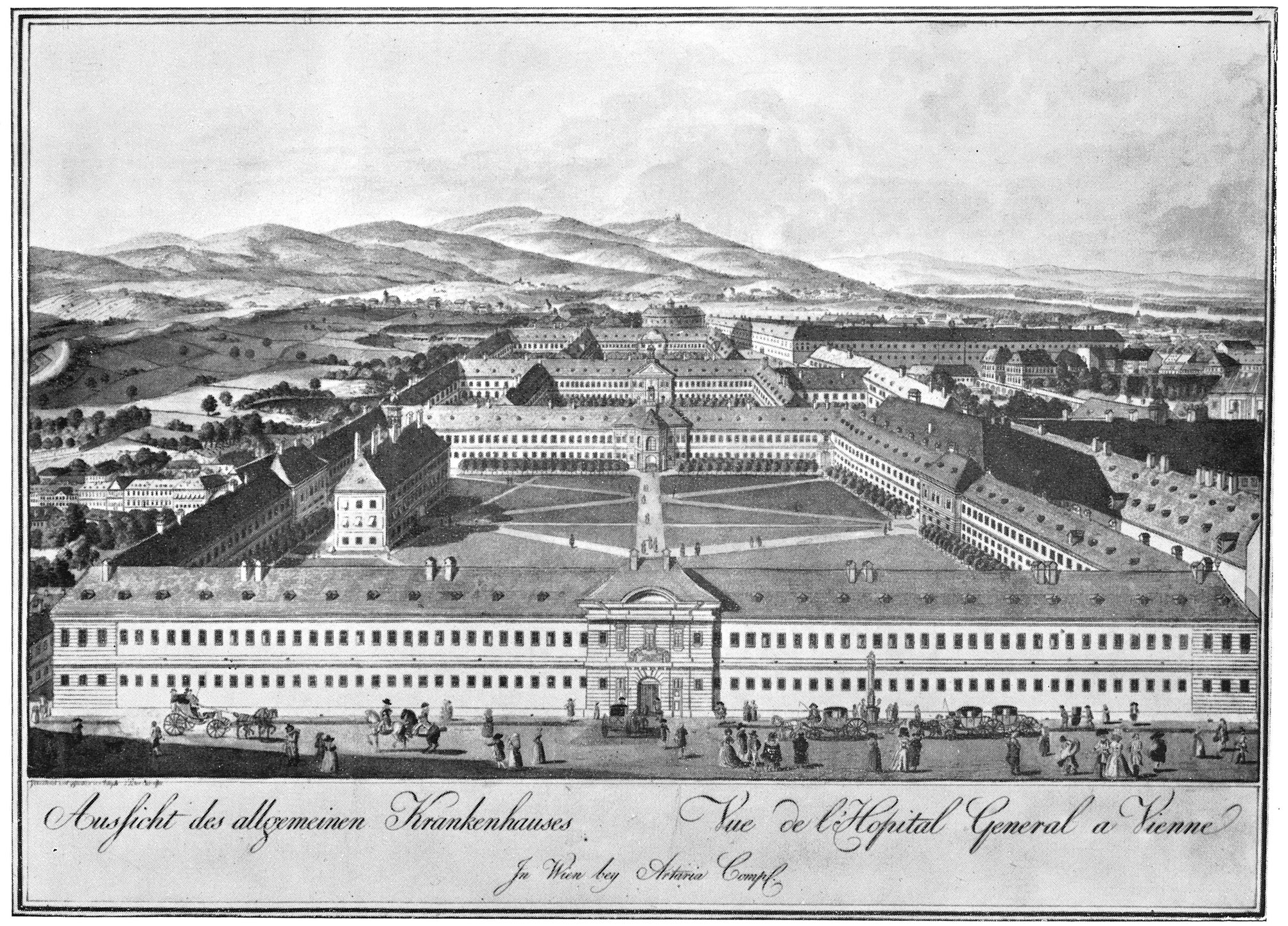
Главный Венский госпиталь и клиника университета, 1784
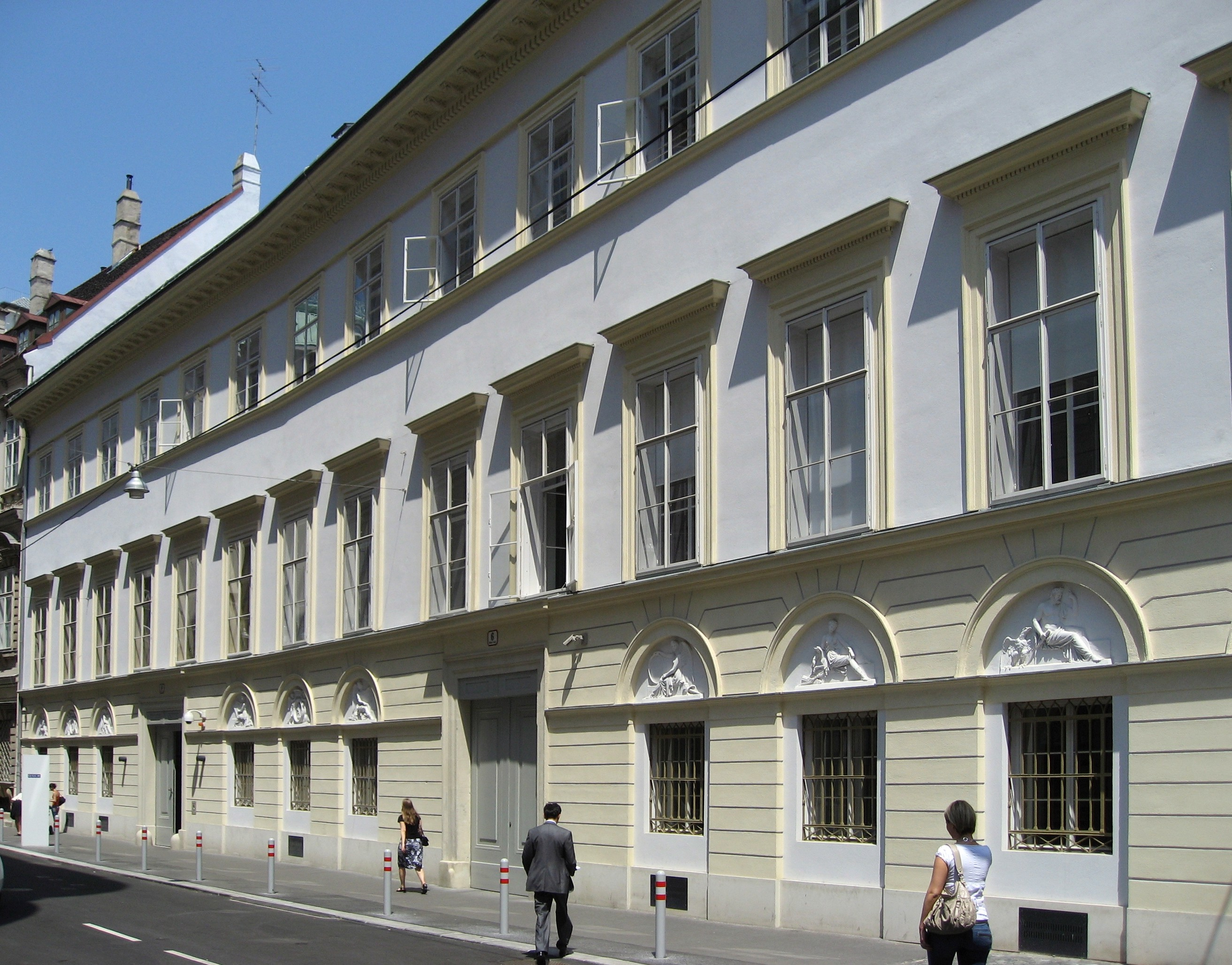
Дворец Пальфи, Вена

### Эклектика XIX века и модерн
Архитектура Австрии XIX в. развивалась в условиях сложной политической ситуации. Было сохранено её бюрократическое урегулирование, а война с наполеоновской Францией в начале века привела к отсутствию крупных замков.

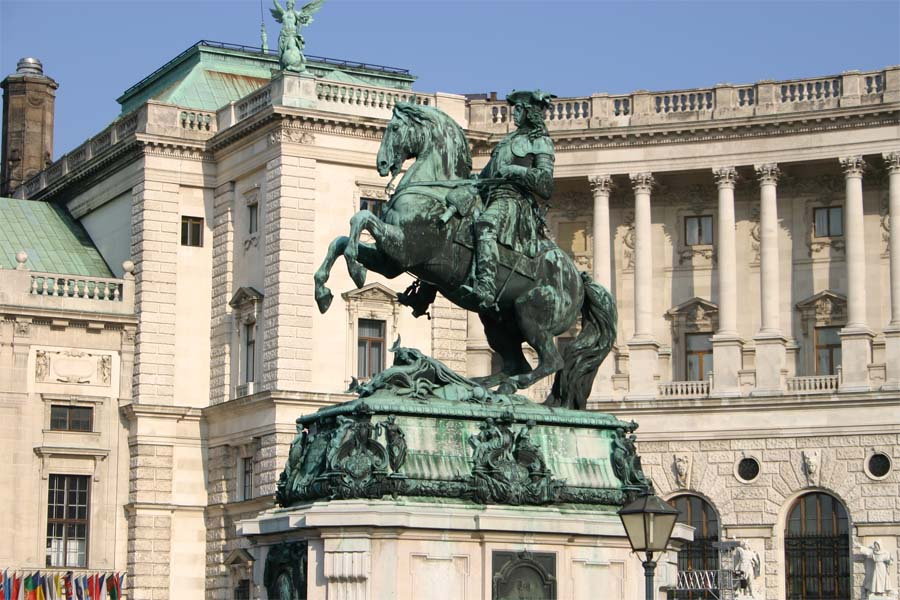
Вена, площадь Героев с монументом Евгению Савойскому, 1865 г.

Только с 1850-х гг. ситуация улучшилась. На это повлияли бурные капиталистические отношения в экономике. Города получают условия для развития благодаря приказу властей разрушить древние крепостные стены и праву застройки зелёных зон вокруг них. Даже рост представления о значимости исторических крепостей не прекратил разрушение крепостных стен Вены, где создают кругообразную магистраль (Рингштрассе), а на разрушенных внешних валах Вены — второй круг бульваров (Гюртель). Столица Австрийской империи застраивается многоэтажными и многоквартирными доходными домами. Более обеспеченный слой населения строит отдельные дома-особняки — компактные, упрощённые, иногда украшенные угловыми башнями, фахверковыми частями, открытыми галереями. Получил развитие стиль бидермейер. Рядовая застройка — упорядоченная, но будничная, невнятная, почти скучная, сильно контрастирует с памятниками готики, барокко, даже с сооружениями исторических стилей.
Имперская власть наконец обращается к строительству крупных государственных объектов. Пафосная буржуазная архитектура причудливо соединена с имперскими амбициями и обращением к ярким историческим стилям — господствуют неоготика, неоренессанс, необарокко, неогрек. Среди крупных зданий Вены этого времени — Оперный театр (арх. Зиккард фон Зиккардсбугр, 1861—1869), новое здание Парламента (арх. Т. Хансен), церковь Вотивкирхе (арх. Г. Ферстель, 1883), новая Ратуша (арх. Ф . Шмидт, 1895), два грандиозных здания имперских музеев и Бургтеатр (арх. Г. Земпер и К. Хазенауер).
В конце XIX в. возникает новый архитектурный стиль — Венский сецессион.

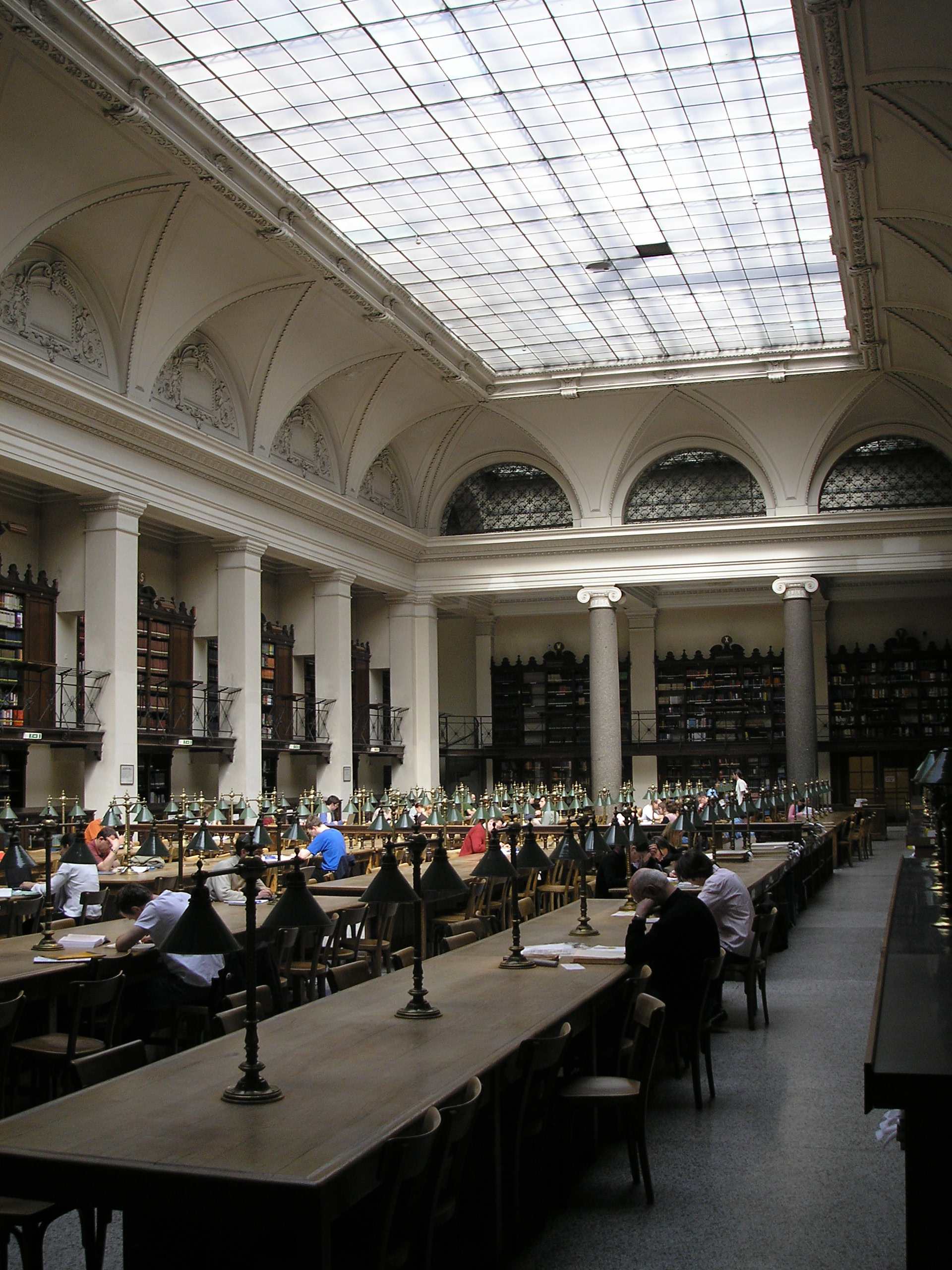
Библиотека Венского университета, читальный зал
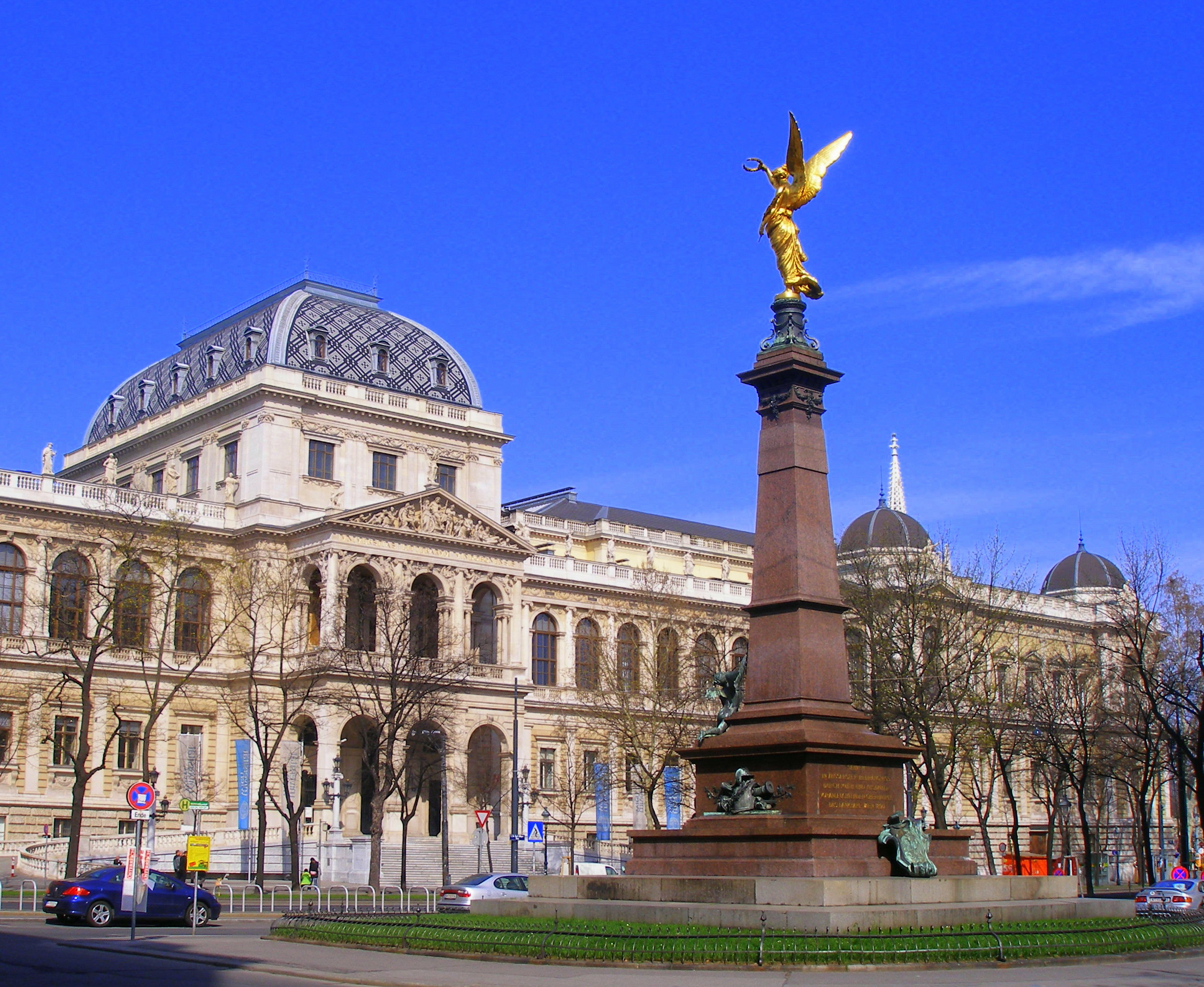
Главное здание Венского университета.
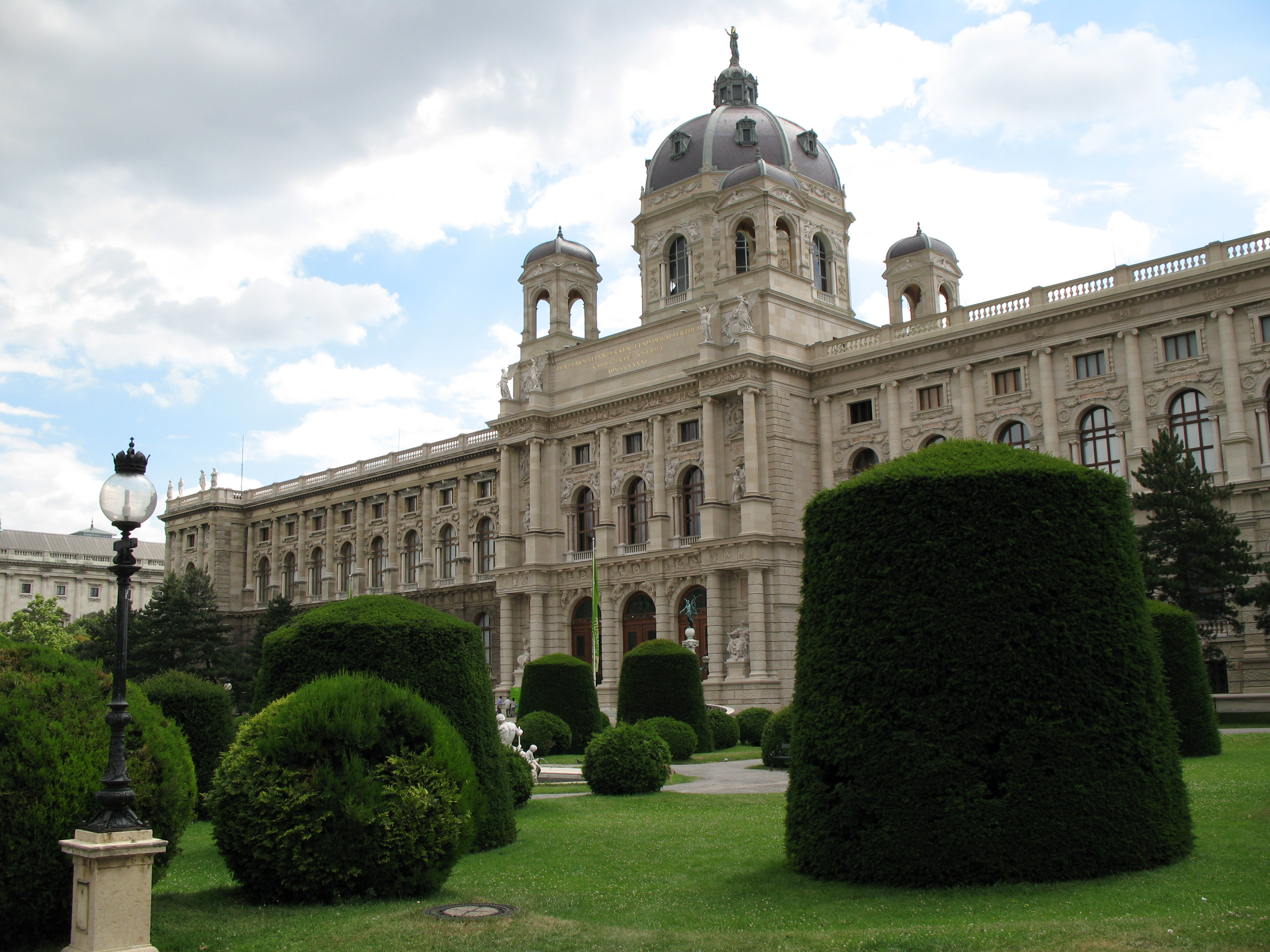
Художественно-исторический музей, Вена
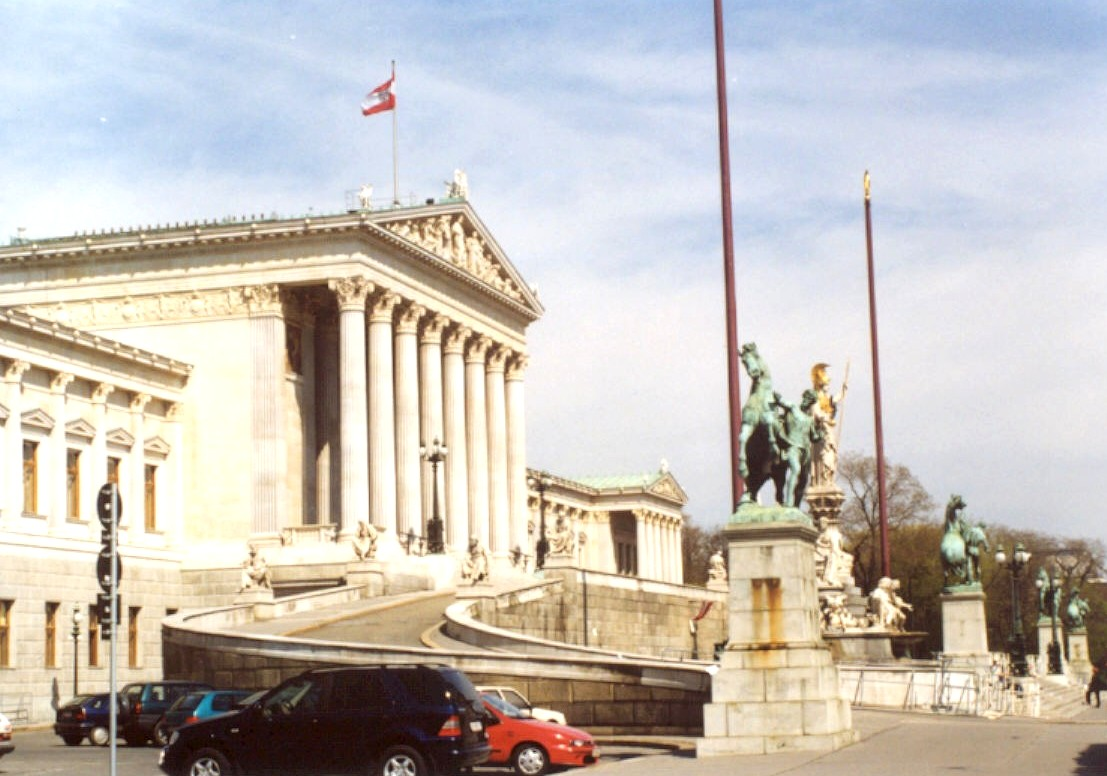
Здание Парламента Австрии

### Фахверк в Австрии

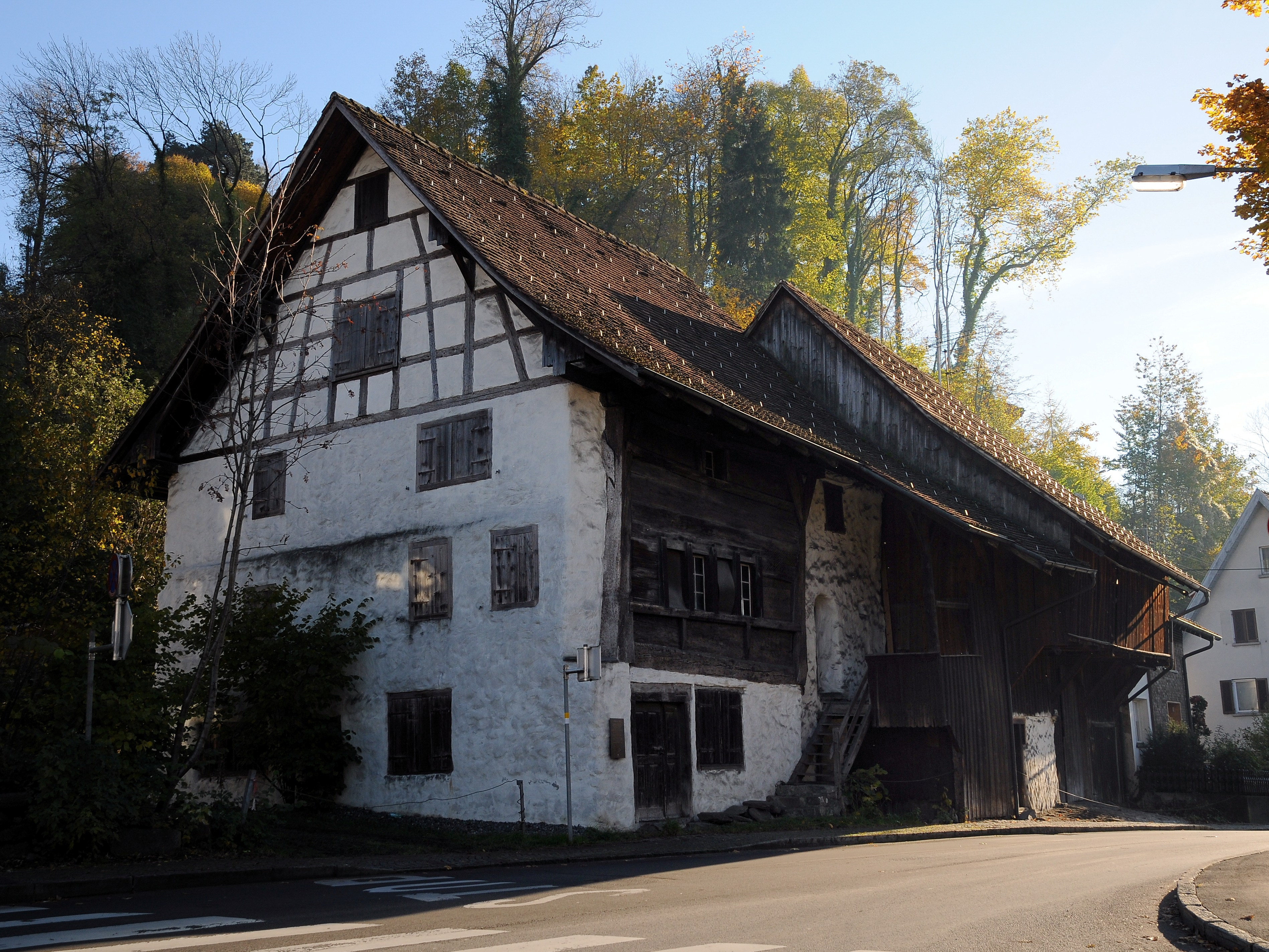
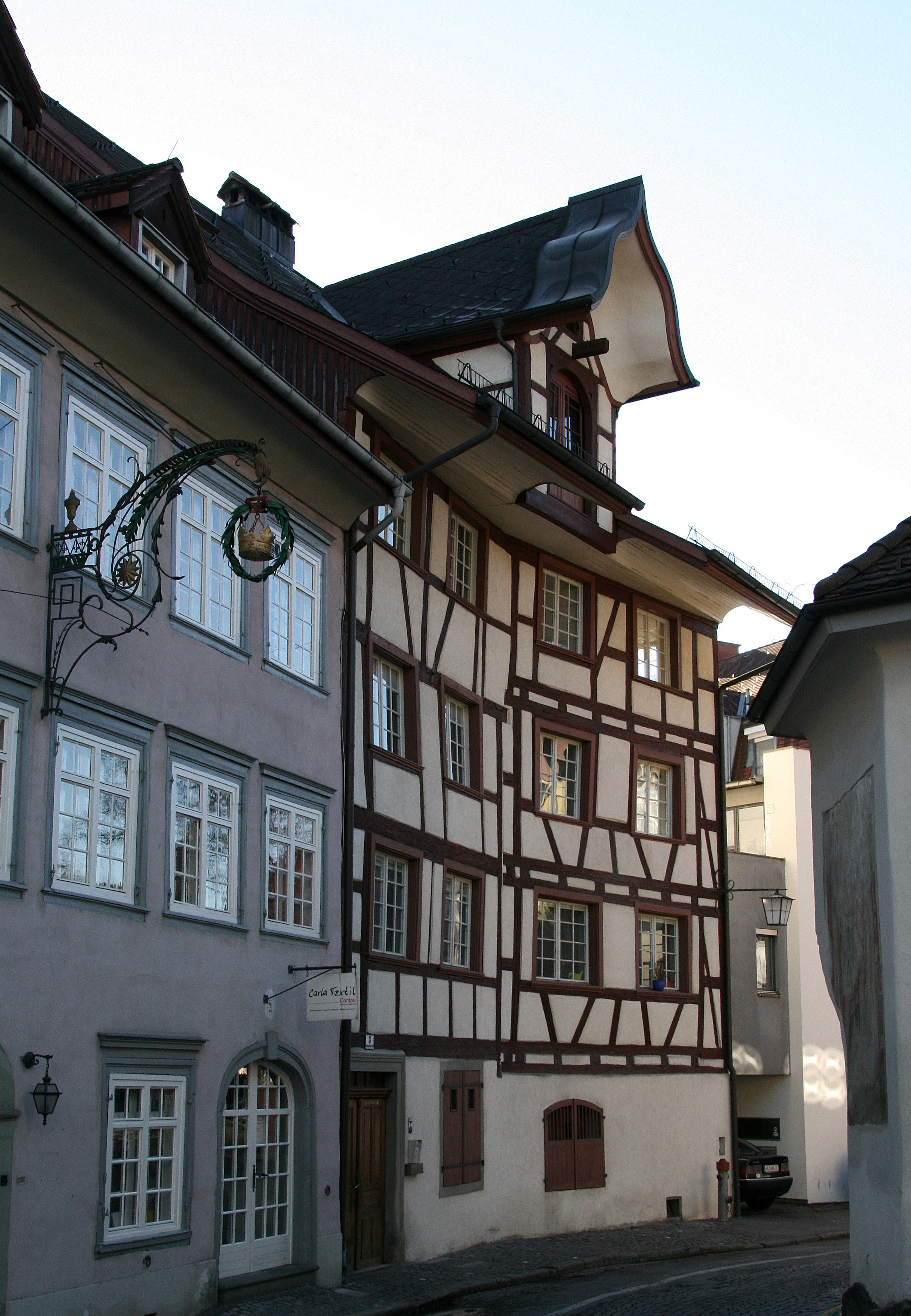
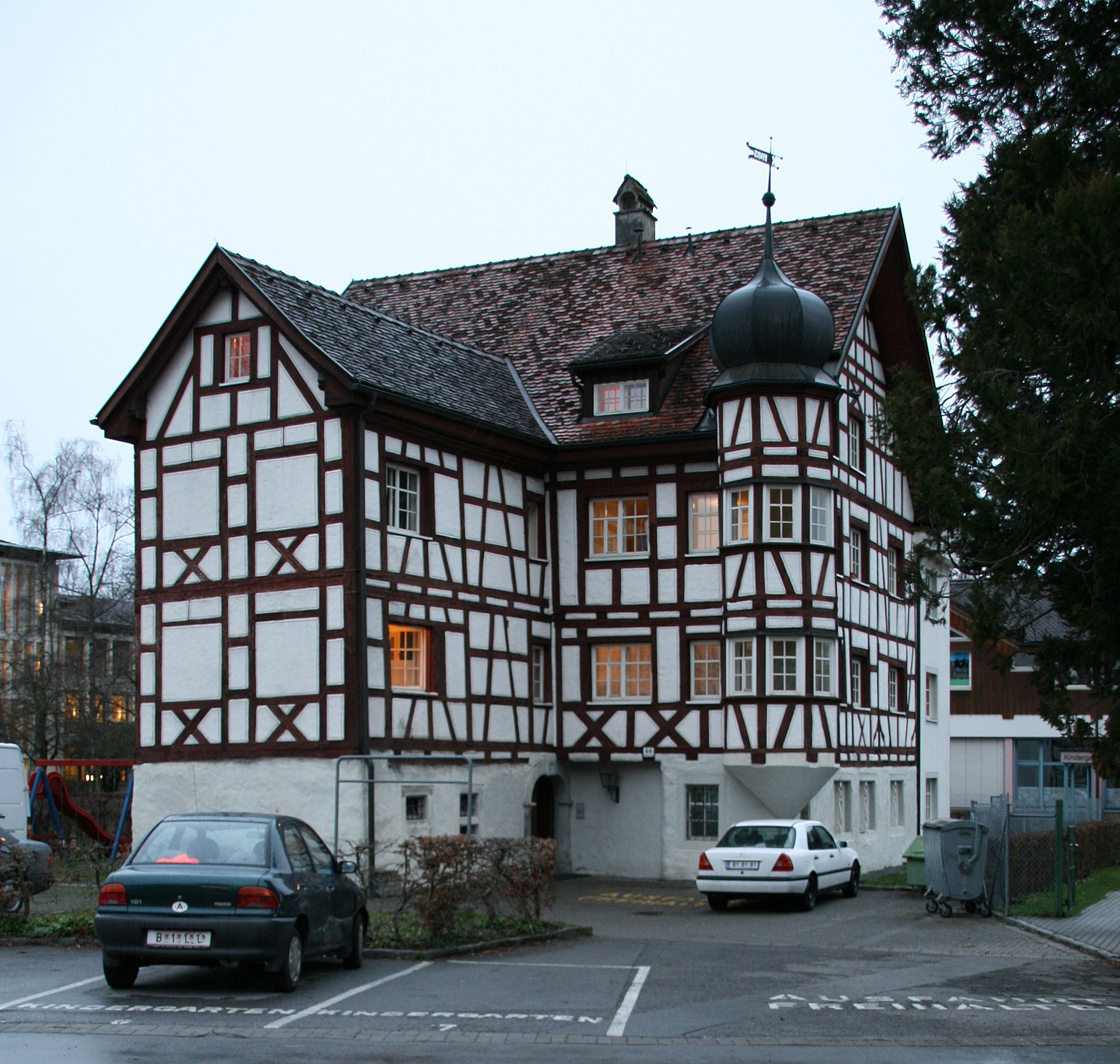
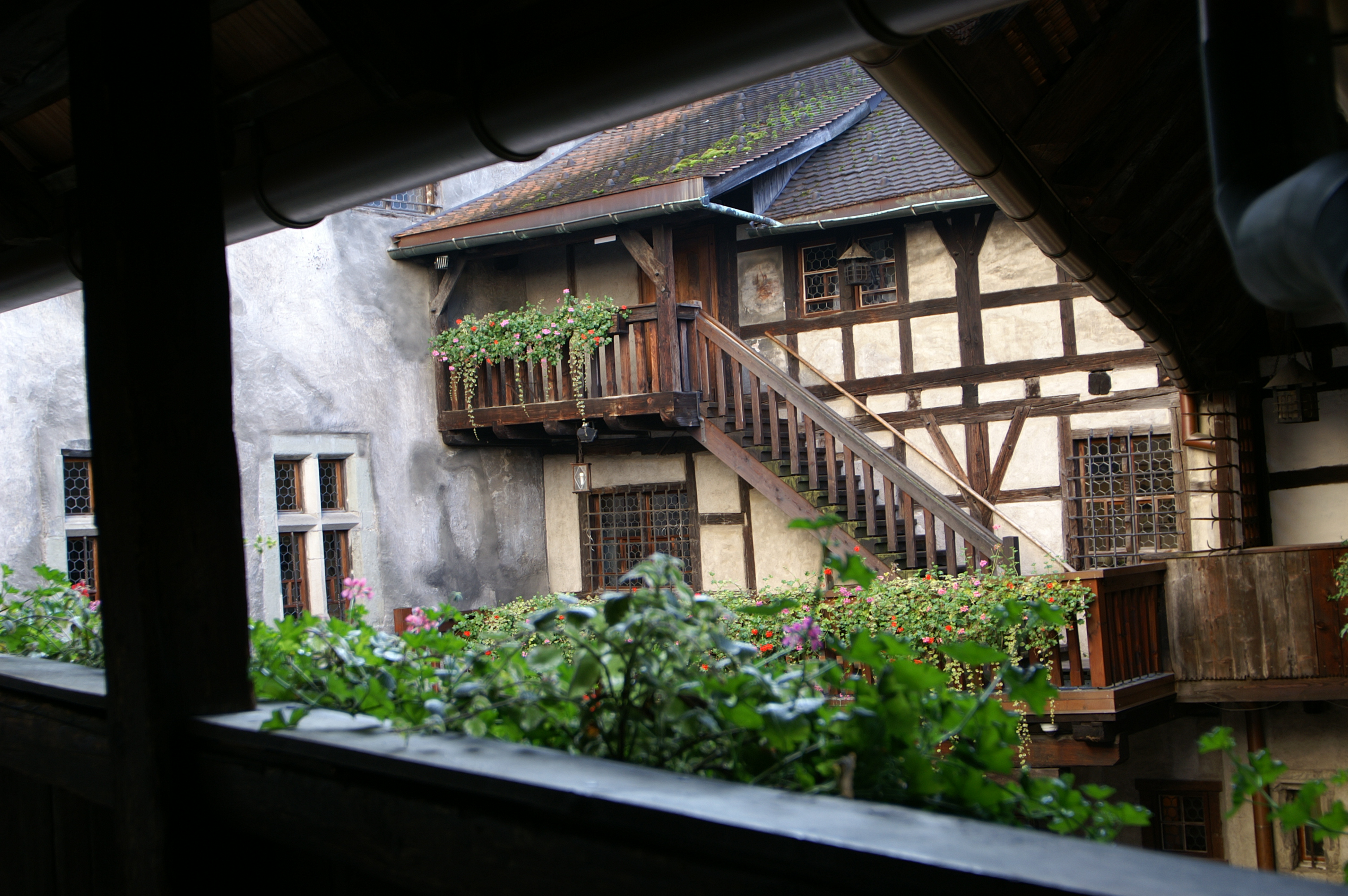

### Венский сецессион

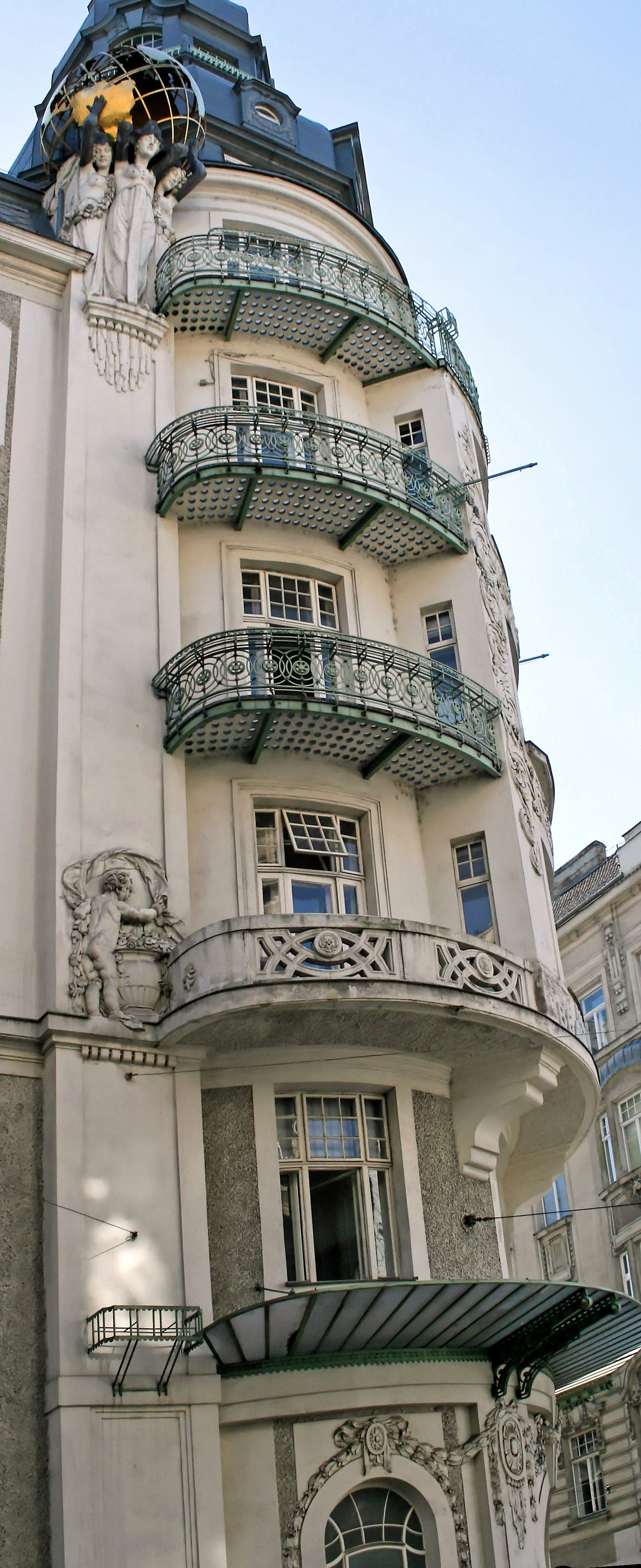
Угловые балконы фасада
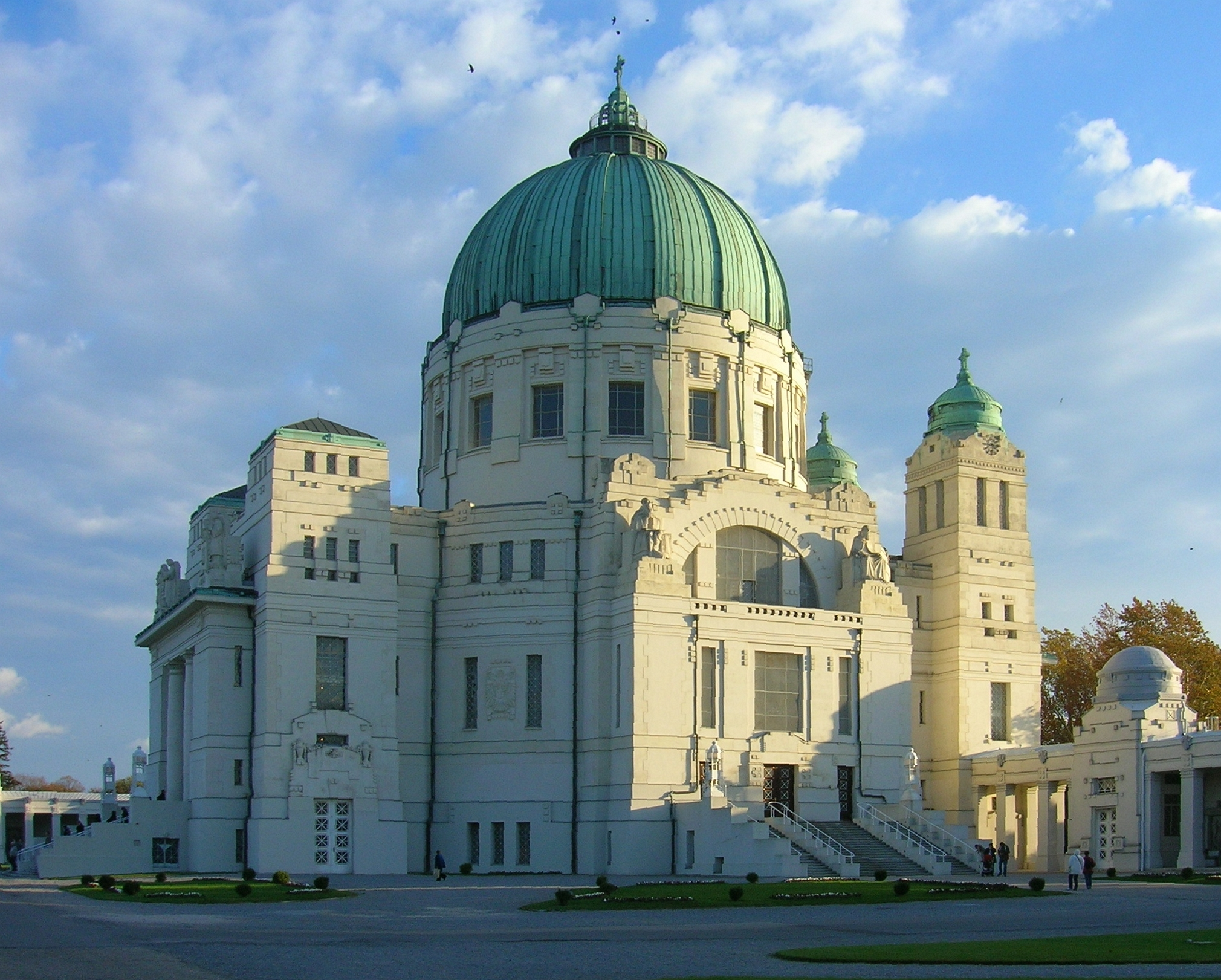
Церковь Карла Борромео
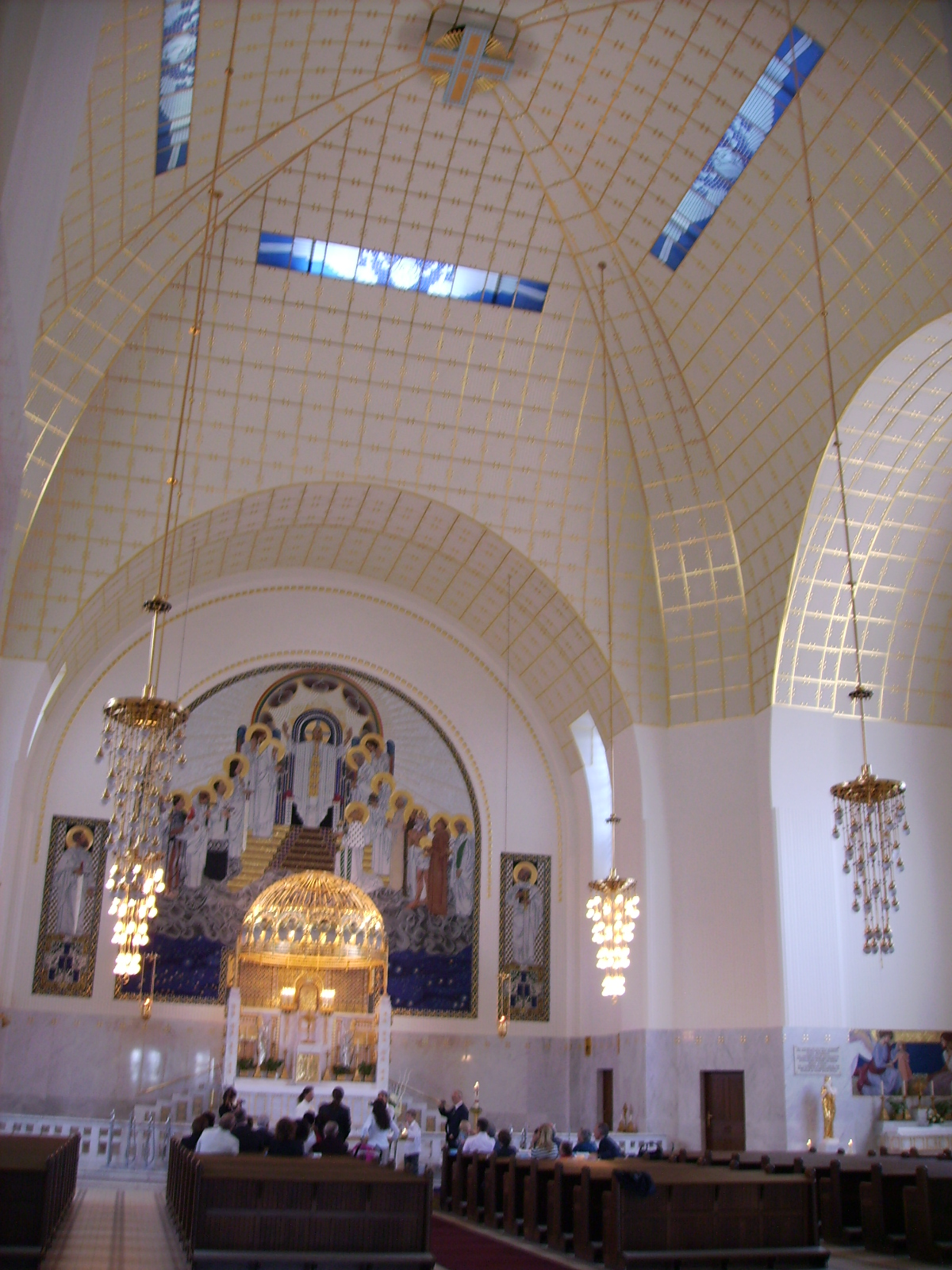
Кирха Штейнхоф, интерьер
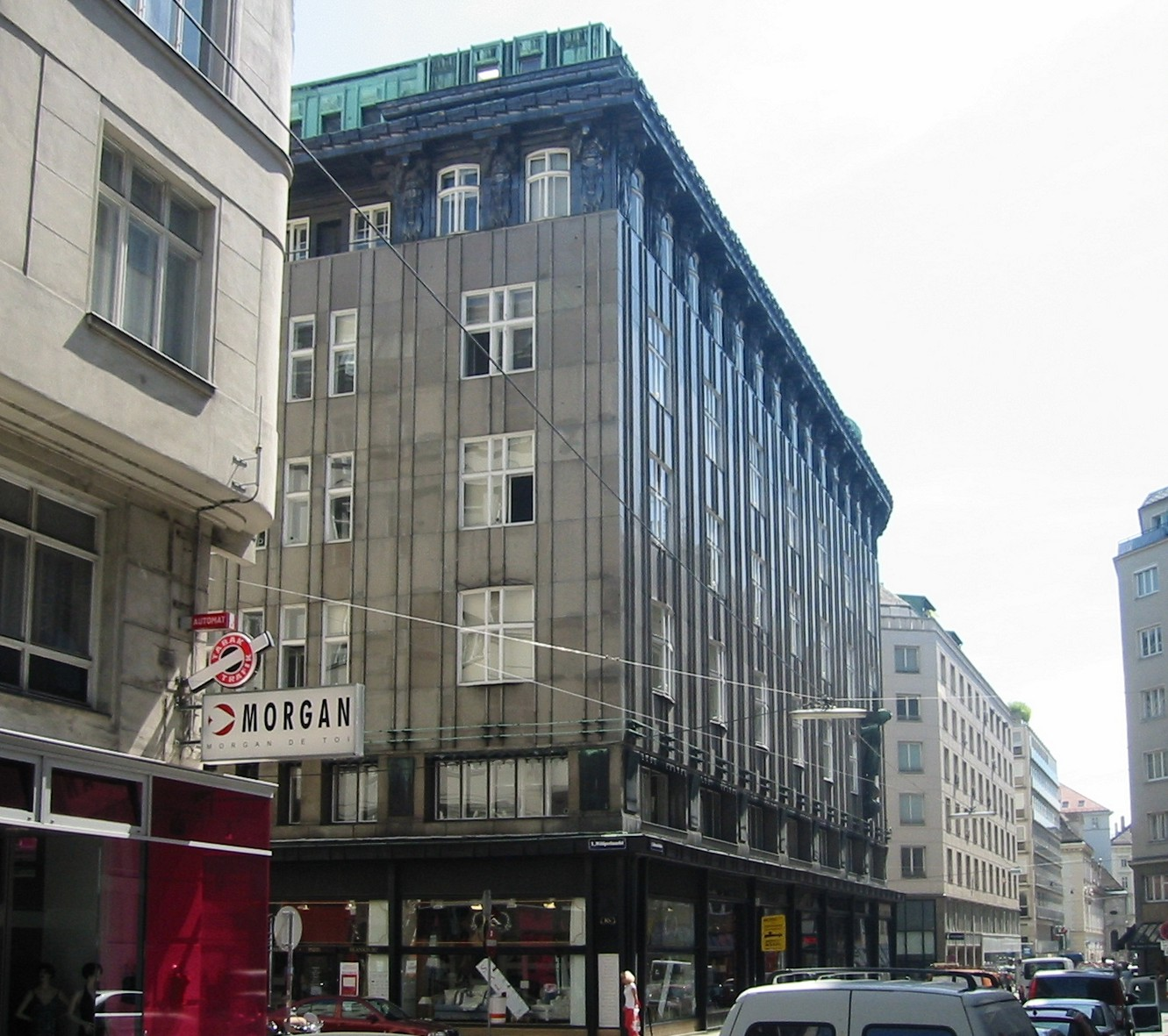
Застройка на Брандштрассе

### XX век

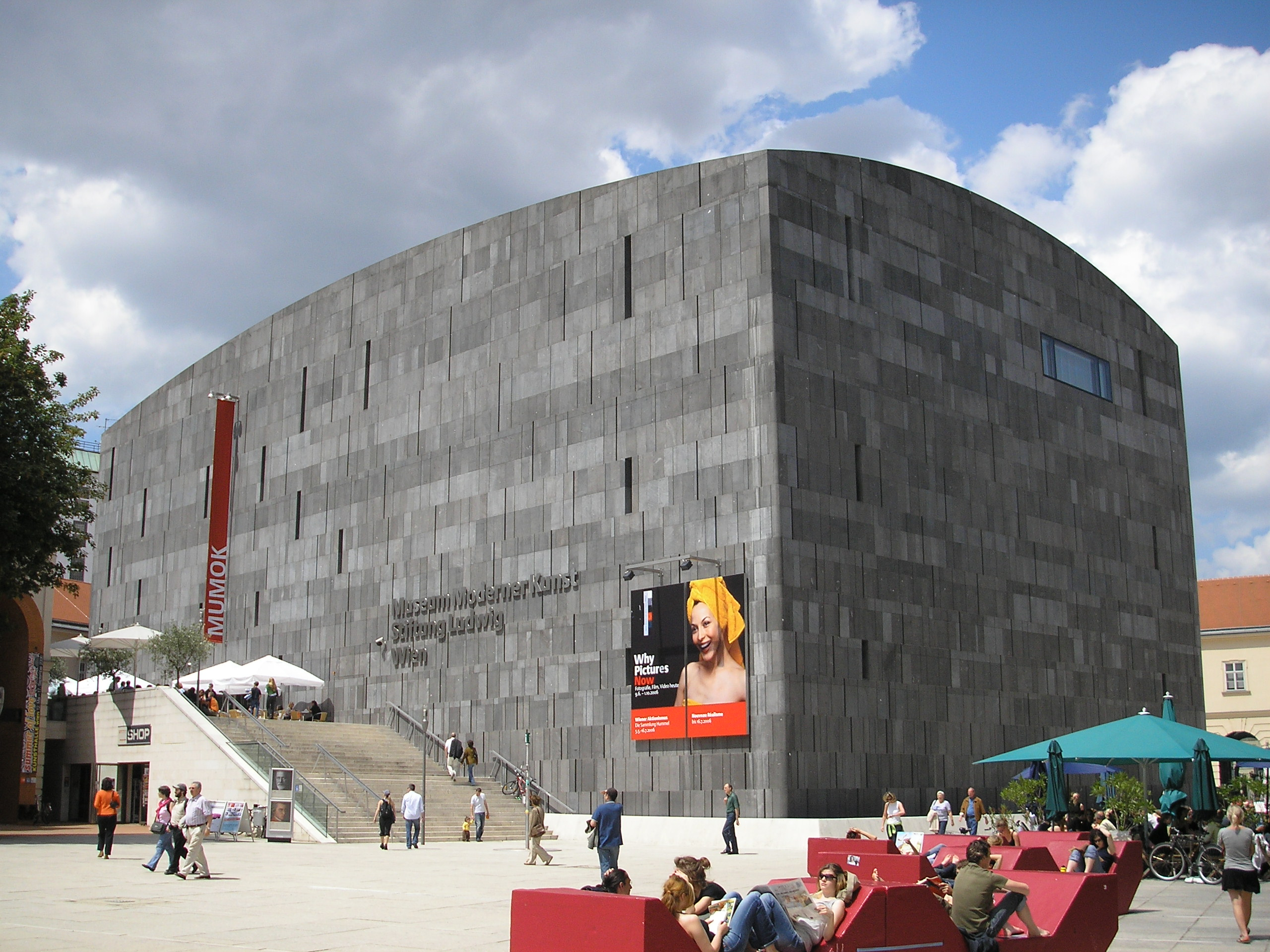
Музей современного искусства, музейный квартал Вены.
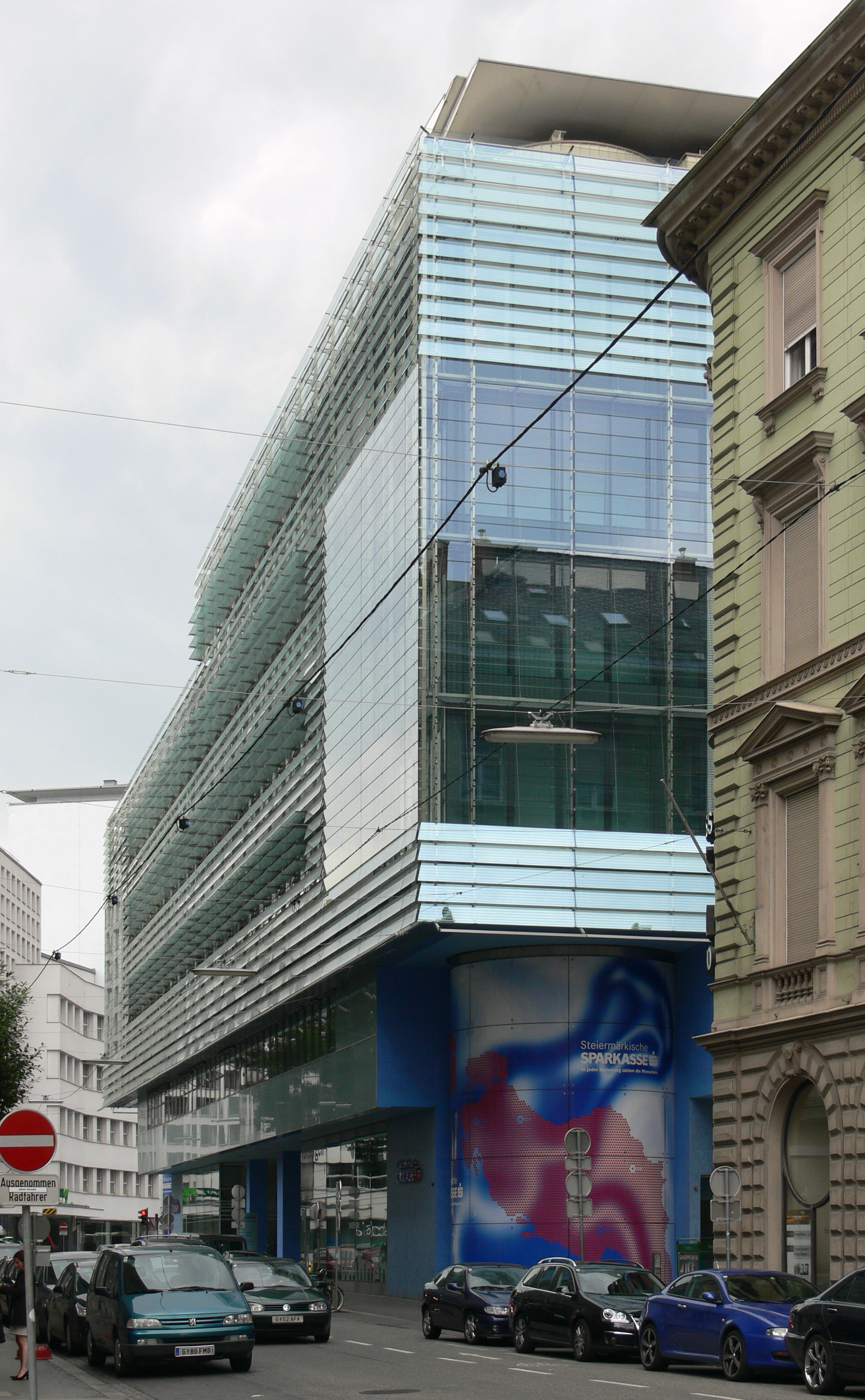
г. Грац, Штейермаркт
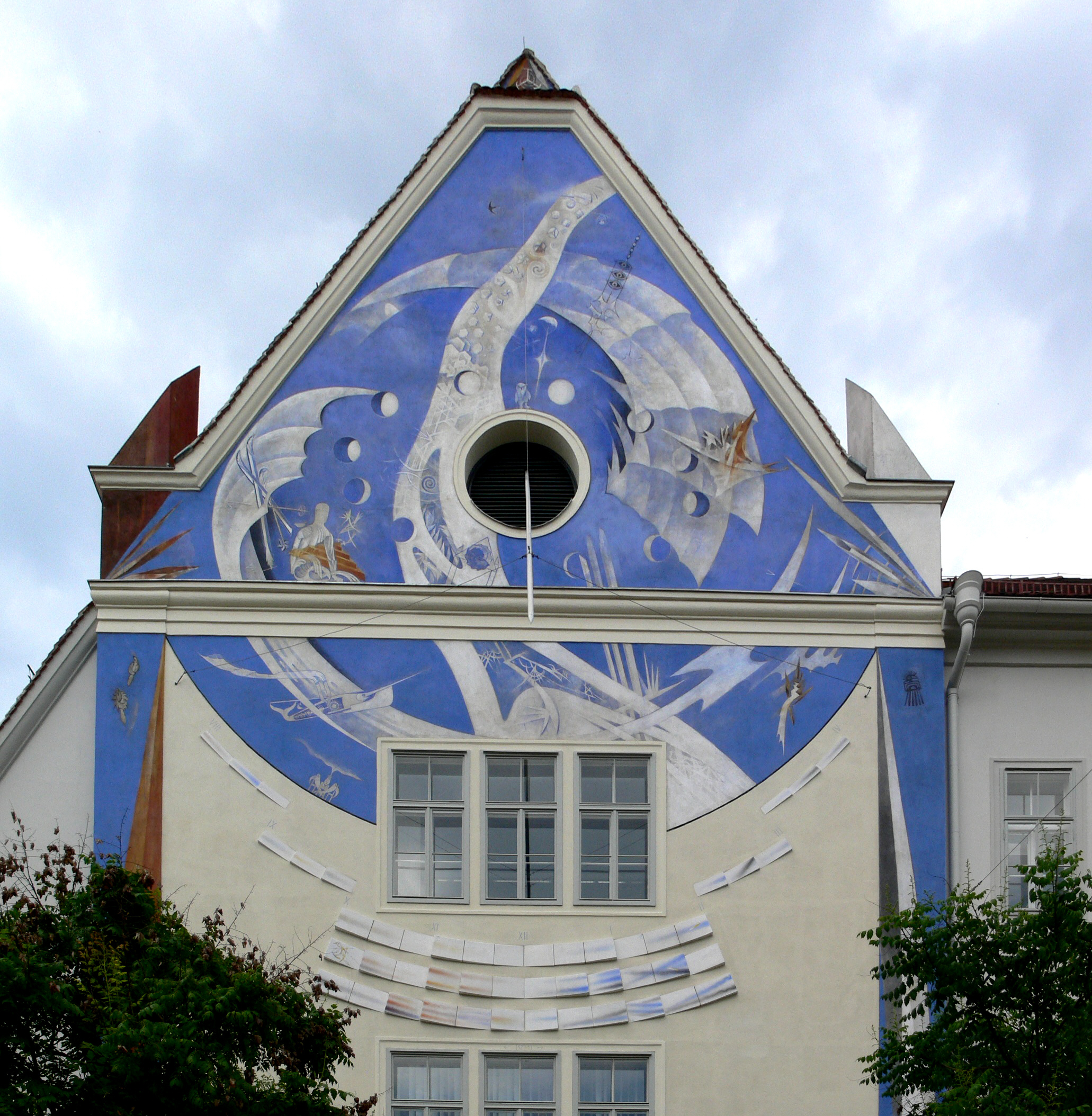
г. Грац, фреска земельного архива
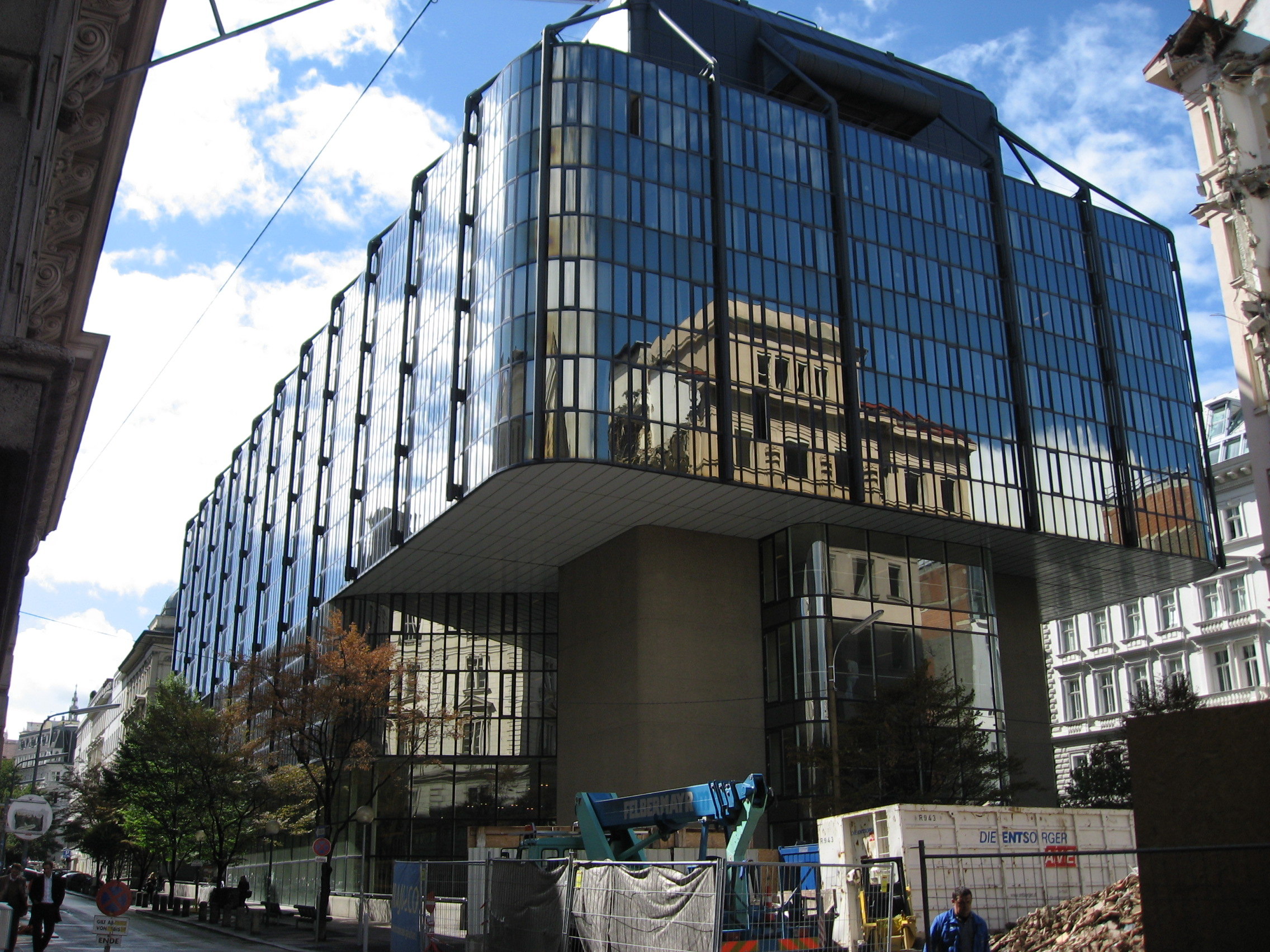
Венский университет. Юридический факультет